# Chung cư

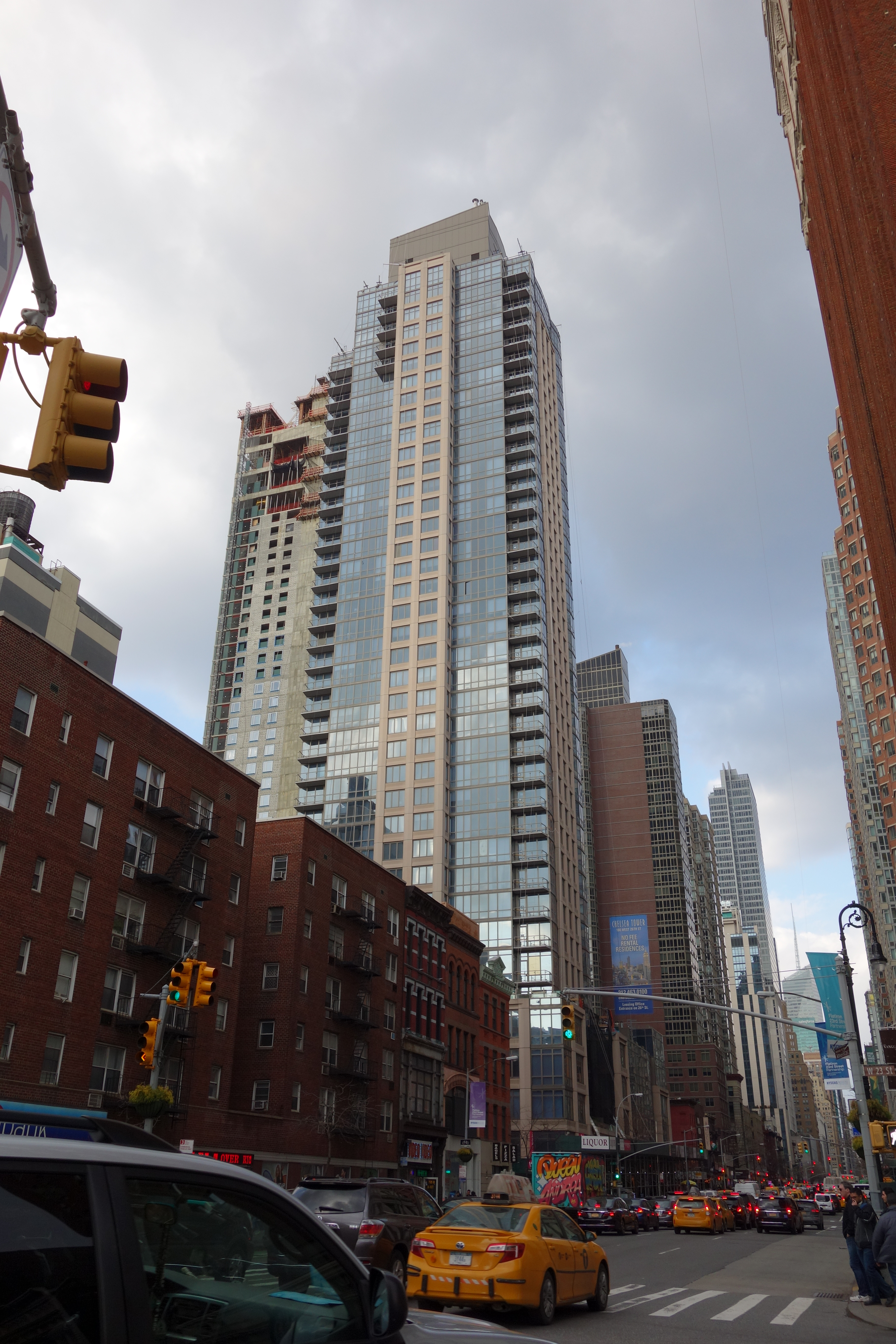
Tòa chung cư thấp tầng ở bên trái của Đại lộ Americas ở Manhattan, kề sát tòa chung cư tòa chọc trời

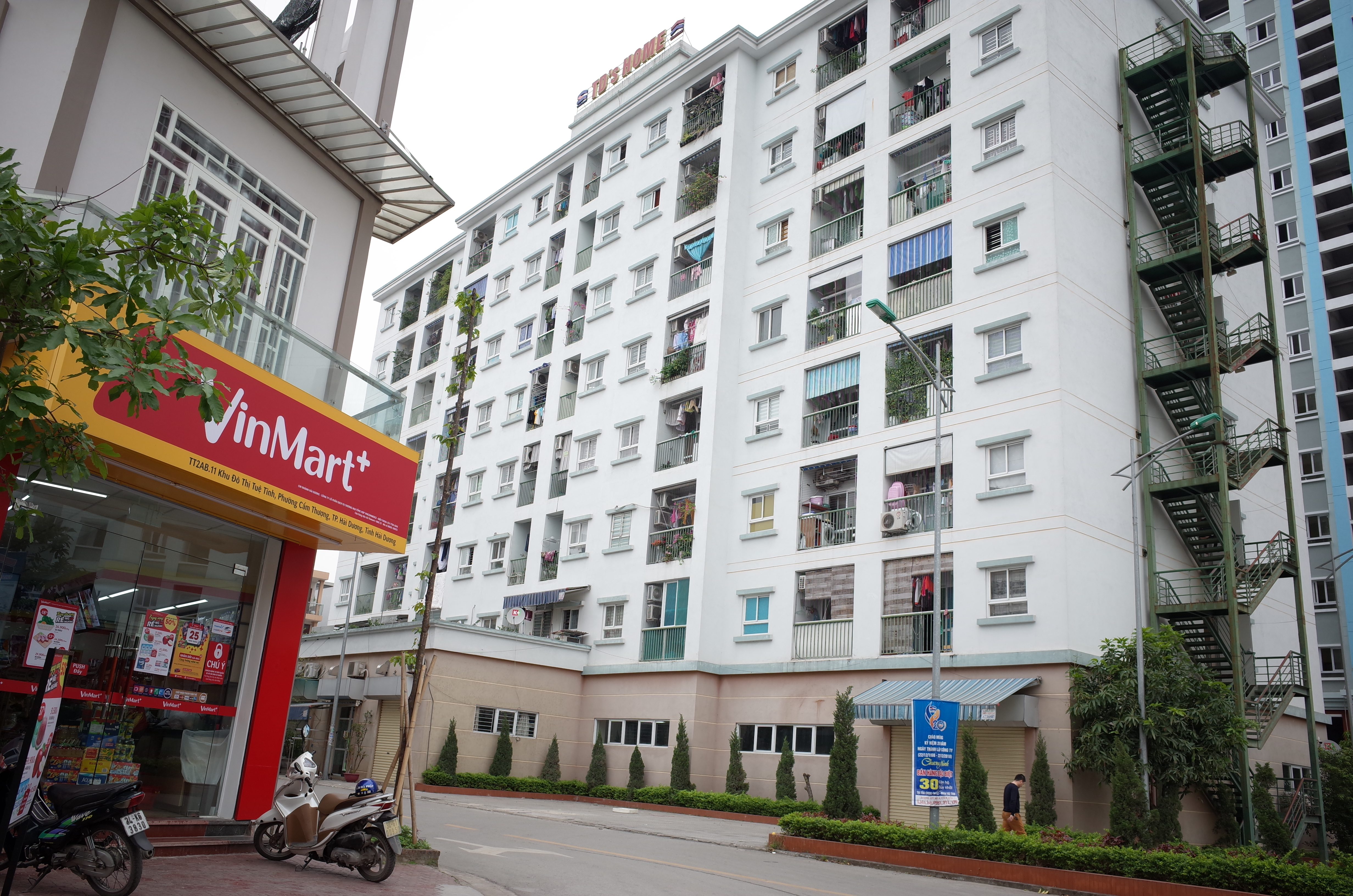
Một tòa nhà chung cư ở Thành phố Hải Dương, tỉnh Hải Dương

Chung cư có lẽ là từ Hán Việt của từ 鍾居, chỉ nơi sống tụ họp của nhiều người. Chung cư hay Khu chung cư là những khu nhà bao gồm nhiều hộ dân sinh sống bên trong các căn hộ, có hệ thống công trình hạ tầng sử dụng chung. Chung cư thường xuất hiện nhiều ở các đô thị. Chung cư là từ Hán Việt do người Việt tạo ra chứ không phải chúng cư như có thuyết nói đọc nhầm của từ chúng cư. Trong tiếng Trung, họ dùng chữ công ngụ 公寓, tương tự tiếng Anh là apartment building. Chúng cư 衆居, nghĩa: Nơi sống đông đúc. Bên trong các căn hộ có thể có đồ nội thất đầy đủ hoặc chưa có đồ và gia chủ có thể tự lựa chọn để trang trí ngôi nhà của mình theo đúng ý tưởng của các thành viên trong gia đình. Chung cư thường xuất hiện ở những nơi dân cư đông đúc như thành phố lớn, thị trấn hay các khu công nghiệp. Căn hộ chung cư chính là những căn hộ trong các khu chung cư hay còn gọi là các tòa nhà chung cư.

## Thuật ngữ
Thuật ngữ "chung cư" được ưa chuộng ở Bắc Mỹ (tuy nhiên ở một số thành phố ở Canada, "căn hộ" được dùng cho các đơn vị trong một ngôi nhà chứa hai hoặc ba đơn vị, thường một tầng). Ở Vương quốc Anh, thuật ngữ "chung cư" thường dùng trong lĩnh vực chuyên nghiệp về bất động sản và kiến trúc, trong khi thuật ngữ "căn hộ" khác, nhưng không độc quyền, để chỉ một căn hộ ở một tầng duy nhất (do đó gọi là căn hộ "chung cư").
Ở một số quốc gia, thuật ngữ "đơn vị" là một thuật ngữ tổng quát hơn, ám chỉ cả "chung cư" và các "suite" cho thuê kinh doanh. Thuật ngữ "đơn vị" thường chỉ dùng trong ngữ cảnh cụ thể của một tòa nhà.
"Mixed-use buildings" kết hợp sử dụng thương mại và sử dụng cư trú trong cùng một cấu trúc. Thường thì tòa nhà đa dụng bao gồm các doanh nghiệp ở tầng dưới (thường là các cửa hàng bán lẻ ở tầng trệt hướng ra đường và các tầng ngầm hỗ trợ) và "chung cư" cư trú ở các tầng cao hơn.

### Theo hình thức sở hữu nhà

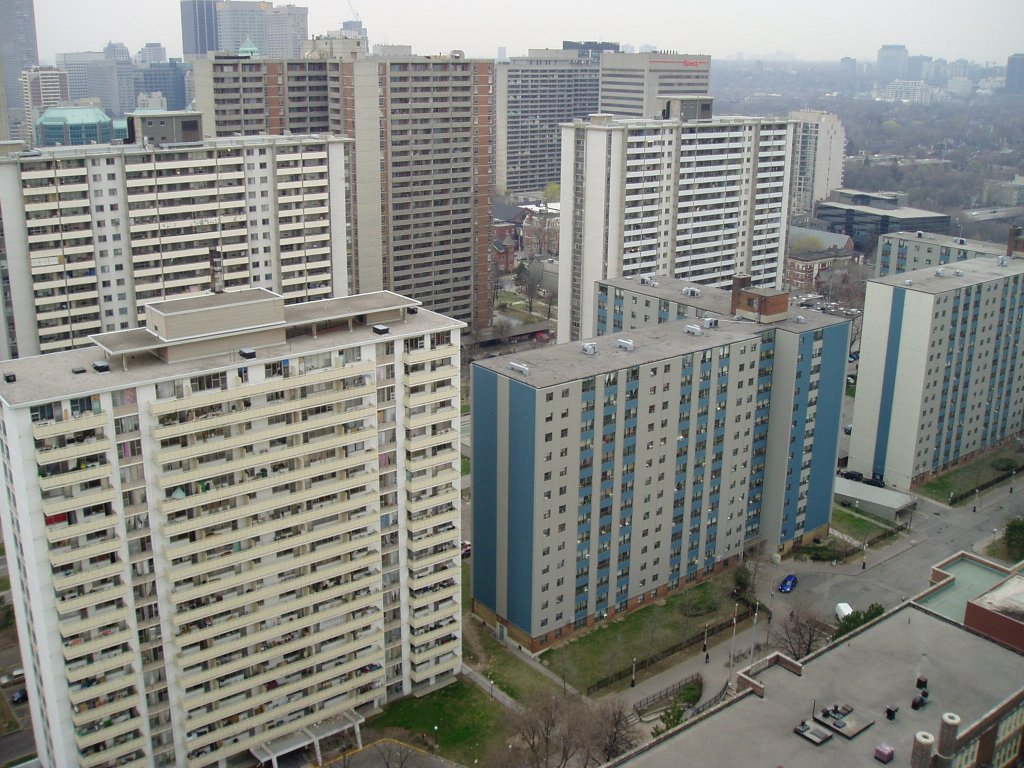
Khu nhà ở thu nhập thấp tại khu dân cư St. James Town ở Toronto, Ontario, Canada

Luật Tenement (luật về tài sản) xuất phát từ thời kỳ phong kiến, nói về quyền sở hữu lâu dài đối với đất đai hoặc quyền thu tiền thuê. Thuật ngữ này thường kết hợp với cụm "Messuage hoặc Tenement", nhằm chỉ toàn bộ đất đai, nhà cửa và các tài sản liên quan trong một bất động sản.
Tại Hoa Kỳ, một số người sống trong căn hộ sở hữu căn hộ của họ dưới hai hình thức: hợp tác xã nhà ở (cư dân sở hữu cổ phần trong công ty sở hữu tòa nhà) hoặc chung cư (cư dân sở hữu căn hộ và chia sẻ quyền sở hữu các khu vực chung). Phần lớn căn hộ nằm trong các tòa nhà thiết kế dành cho nhà ở, nhưng một số ngôi nhà lớn cũ có thể được chia thành căn hộ. Từ "apartment" thường dùng để chỉ căn hộ cho thuê thuộc sở hữu của chủ tòa nhà, khác với chung cư.
Tại Anh và xứ Wales, một số chủ căn hộ cũng sở hữu cổ phần trong công ty nắm giữ quyền sở hữu vĩnh viễn tòa nhà và thuê căn hộ dài hạn, gọi là "chia sẻ quyền sở hữu vĩnh viễn". Công ty sở hữu vĩnh viễn thu tiền thuê đất hàng năm từ các chủ căn hộ và có thể phát triển hoặc bán tòa nhà theo quy định pháp luật. Tại Scotland, việc thuê dài hạn bất động sản nhà ở trước đây hiếm gặp và hiện nay không còn.

### Theo kích thước tòa nhà

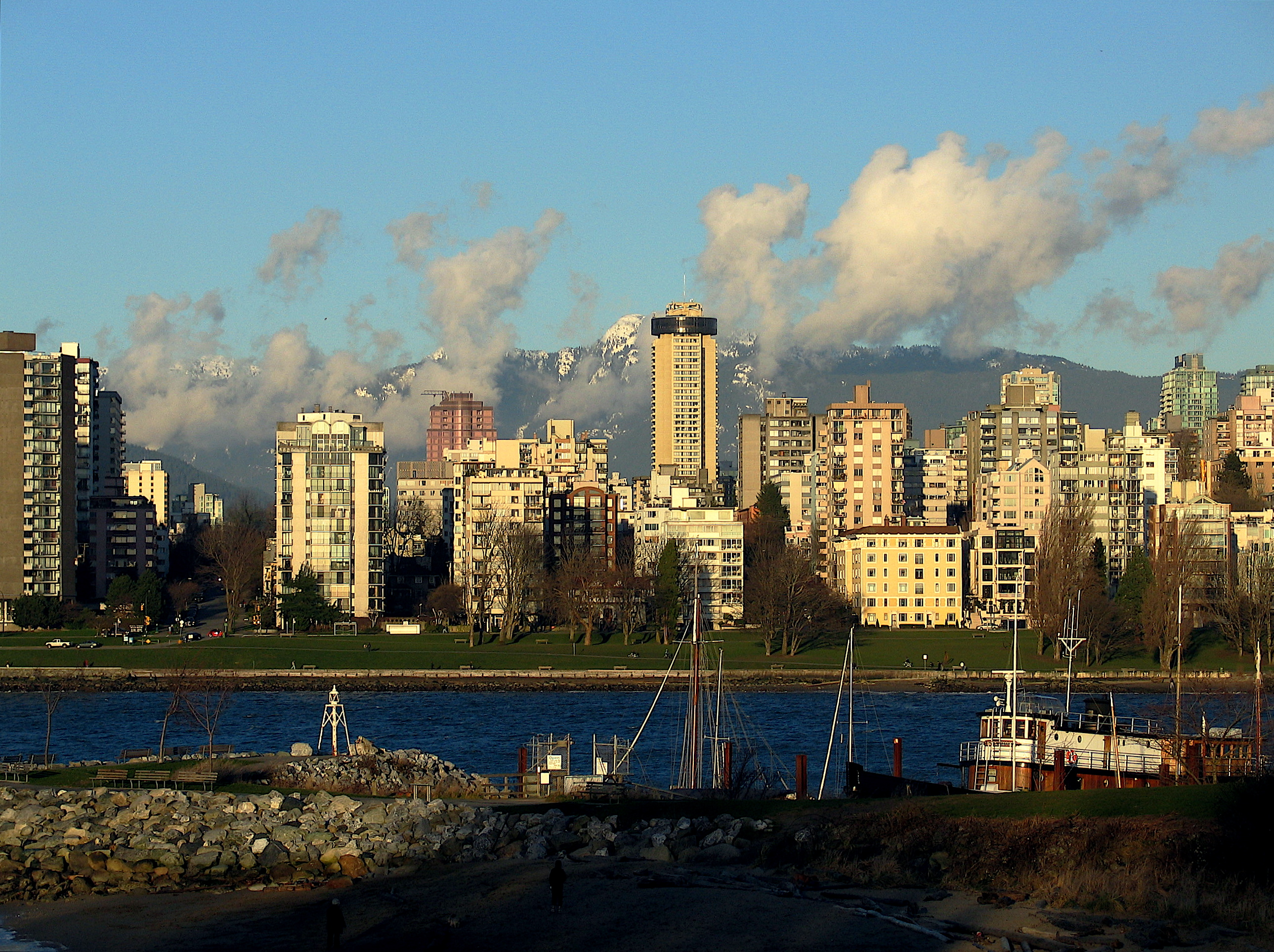
Các tòa nhà chọc trời tại khu vực English Bay ở Vancouver, British Columbia, Canada

Các tòa nhà chung cư là những tòa nhà đa tầng có ba hoặc nhiều hơn các căn hộ trong cùng một kết cấu. Loại tòa nhà này có thể được gọi là tòa nhà chung cư, khu căn hộ, khu căn hộ chung cư, khối căn hộ, tòa chung cư, hoặc đôi khi là khối biệt thự (ở Anh), đặc biệt nếu nó bao gồm nhiều căn hộ cho thuê. Tòa nhà chung cư cao tầng thường được gọi là tháp cư trú, tháp căn hộ, hoặc khối căn hộ ở Úc.
Tòa nhà chọc trời được định nghĩa về chiều cao khác nhau trong các khu vực hợp pháp khác nhau. Nó có thể chỉ là mục đích cư trú, trong trường hợp này còn gọi là khối tháp, hoặc có thể bao gồm các chức năng khác như khách sạn, văn phòng, hoặc cửa hàng. Không có sự phân biệt rõ ràng giữa khối tháp và tòa nhà chọc trời, mặc dù tòa nhà có năm mươi tầng trở lên thường được xem là tòa nhà chọc trời. Khả năng xây dựng các tòa nhà chọc trời trở nên khả thi sau khi thang máy (lift) và vật liệu xây dựng rẻ hơn và phong phú hơn xuất hiện. Hệ thống kết cấu của chúng thường được làm bằng bê tông cốt thép và thép.
Tòa nhà thấp và tòa nhà trung tầng có ít tầng hơn, nhưng giới hạn không luôn rõ ràng. Emporis định nghĩa tòa nhà thấp là "cấu trúc được bao quanh và có chiều cao dưới 35 mét [115 feet], chia thành các tầng đều nhau." Thành phố Toronto định nghĩa tòa nhà trung tầng là tòa nhà có từ 4 đến 12 tầng.

### Theo từng quốc gia
Trong Tiếng Anh Mỹ, căn hộ thuê thuộc sở hữu của một chủ và cho thuê nhiều người, còn căn hộ chung cư được sở hữu riêng lẻ nhưng vẫn phải trả phí bảo trì. Căn hộ chung cư có thể được cho thuê như căn hộ thuê. Tòa nhà hợp tác là hình thức khác, nơi cư dân sở hữu cổ phần thay vì căn hộ riêng và cũng phải trả phí hàng tháng. Hình thức này phổ biến ở New York và các đô thị lớn khác tại Mỹ.
Trong Tiếng Anh Anh, từ thông thường là "flat", nhưng apartment được sử dụng bởi các nhà phát triển bất động sản để chỉ các "căn hộ" đắt đỏ ở các khu vực cư trú sang trọng và đắt đỏ, ví dụ như các khu vực như Belgravia và Hampstead tại Luân Đôn. Ở Scotland, nó được gọi là khối căn hộ hoặc, nếu đó là một tòa nhà đá cát truyền thống, thì gọi là Nhà đa nguyên, một thuật ngữ mang nghĩa tiêu cực tại nơi khác.
Ở Ấn Độ, từ "flat" được sử dụng để chỉ các nhà nhiều tầng có thang máy.
Trong Tiếng Anh Úc và Tiếng Anh New Zealand, truyền thống sử dụng thuật ngữ flat (tuy nhiên cũng áp dụng cho bất kỳ tài sản cho thuê nào), và gần đây cũng sử dụng thuật ngữ unit hoặc apartment. Ở Úc, unit ám chỉ các căn hộ, chung cư hoặc thậm chí cả các ngôi nhà liền kề. Thuật ngữ "unit", "flat" và "apartment" thường được sử dụng thay thế cho nhau. Tòa nhà chọc trời mới thường được tiếp thị với tên gọi "apartment", do từ "flats" mang ý nghĩa thông thường. Thuật ngữ "condominium" hoặc "condo" ít được sử dụng ở Úc mặc dù có những nỗ lực tiếp thị từ các nhà phát triển.
Trong Tiếng Anh Malaysia, "flat" thường chỉ khối nhà hai phòng ngủ, không thang máy, không tiện ích, thường năm tầng, và có chỗ đậu xe ngoài trời, trong khi apartment là thuật ngữ tổng quát hơn và có thể bao gồm cả các chung cư sang trọng.
Trong tiếng Anh sử dụng tại Nhật, các loanword (Wasei-eigo) sử dụng thuật ngữ apartment (apaato) để chỉ những căn hộ thu nhập thấp và mansion (manshon) để chỉ các căn hộ cao cấp; nhưng cả hai thuật ngữ này đều ám chỉ cái mà người nói tiếng Anh hiểu là một căn hộ. Thuật ngữ "mansion" tương tự với "khối biệt thự" trong tiếng Anh Anh, chỉ những tòa nhà chung cư danh tiếng từ thời kỳ Victoria và Edwardian, thường có vẻ ngoài hoa mỹ và căn hộ rộng rãi với đặc điểm kiến trúc của thời kỳ đó. "

### Căn hộ Studio

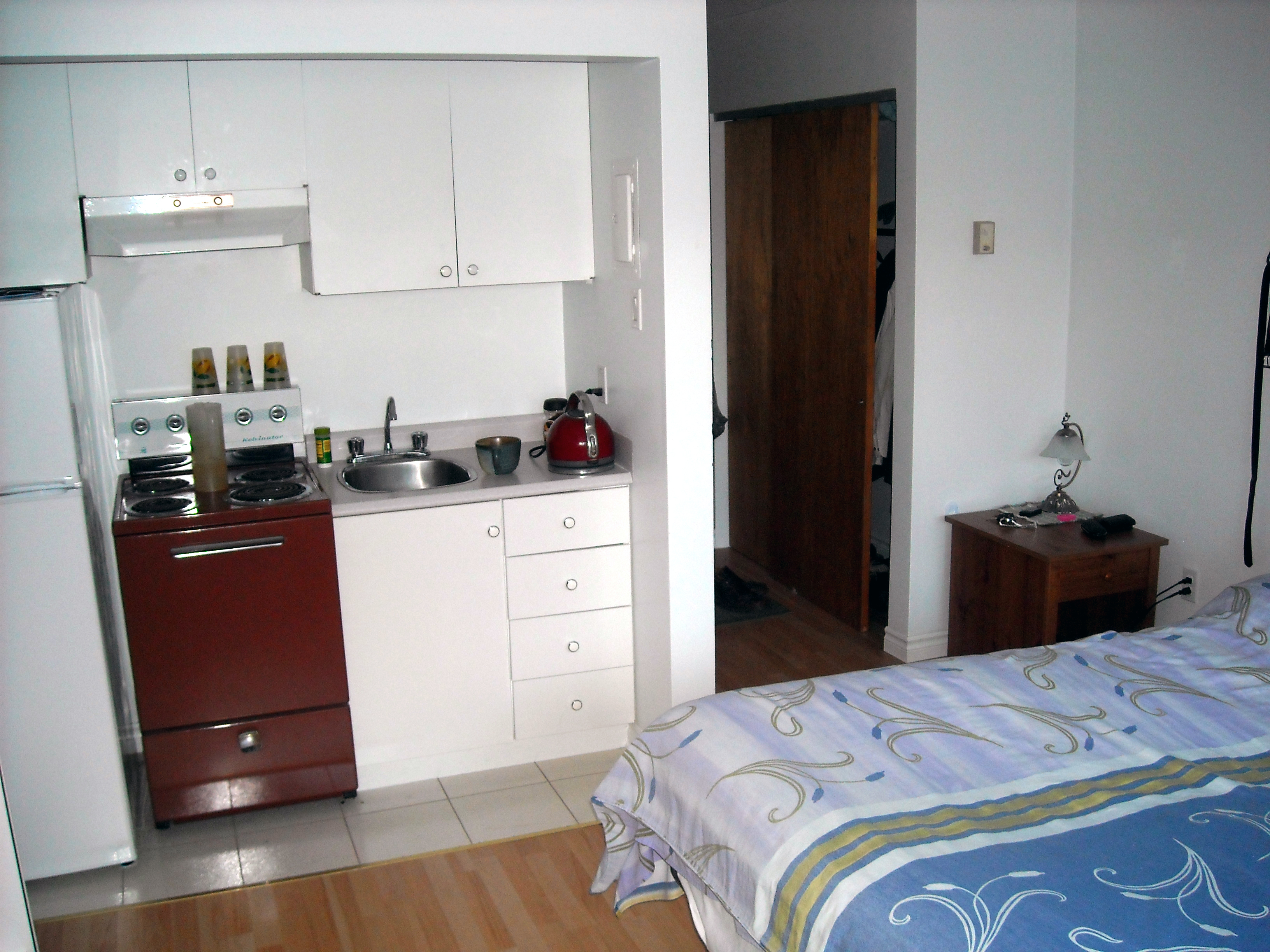
Căn hộ studio tại Sherbrooke, Quebec, Canada, với giường đôi, gian bếp và cửa trượt dẫn vào tủ quần áo

Các căn hộ nhỏ nhất thường được gọi là căn hộ studio, căn hộ hiệu suất hoặc căn hộ độc thân ở Hoa Kỳ và Canada, hoặc căn hộ studio tại Vương quốc Anh. Chúng thường gồm một phòng lớn chính đóng vai trò phòng khách, phòng ăn và phòng ngủ kết hợp, thường còn kèm theo gian bếp và phòng tắm riêng. Ở Hàn Quốc, thuật ngữ "một phòng" (wonroom) thường chỉ căn hộ studio.
Bedsit là phiên bản tại Vương quốc Anh của chỗ ở phòng đơn: một phòng ngủ kết hợp phòng sinh hoạt, thường không có bếp và chia sẻ phòng tắm. Bedsit không tự chủ nên không được gọi là căn hộ hoặc chung cư như trong bài viết này sử dụng thuật ngữ. Thường nó là một phần của những gì chính phủ Vương quốc Anh gọi là một Nhà ở nhiều cư trú.

### Căn hộ sân vườn (Hoa Kỳ)
Merriam-Webster định nghĩa căn hộ sân vườn trong Tiếng Anh Mỹ là "một căn hộ đa tầng thấp có diện tích cỏ hoặc vườn rộng." Các tòa chung cư thường được xây dựng xung quanh sân mở một phía. Căn hộ sân vườn có một số đặc điểm chung với Nhà Thành Phố: mỗi căn hộ có lối vào riêng, hoặc chia sẻ lối vào đó thông qua bậc cầu thang và lễ tân kết nối với các đơn vị khác phía trên và/hoặc phía dưới. Không giống như nhà thị trấn, mỗi căn hộ chỉ nằm trên một tầng. Các tòa căn hộ sân vườn thường không cao hơn ba tầng, thường không có thang máy. Tuy nhiên, các tòa chung cư "sân vườn" đầu tiên tại New York, Mỹ, xây dựng vào đầu thế kỷ 20, cao tới năm tầng. Một số tòa căn hộ sân vườn có một gara đậu một xe dưới mỗi căn hộ. Các khuôn viên nội thất thường được trang trí cảnh quan.

### Căn hộ sân vườn (Vương Quốc Anh)

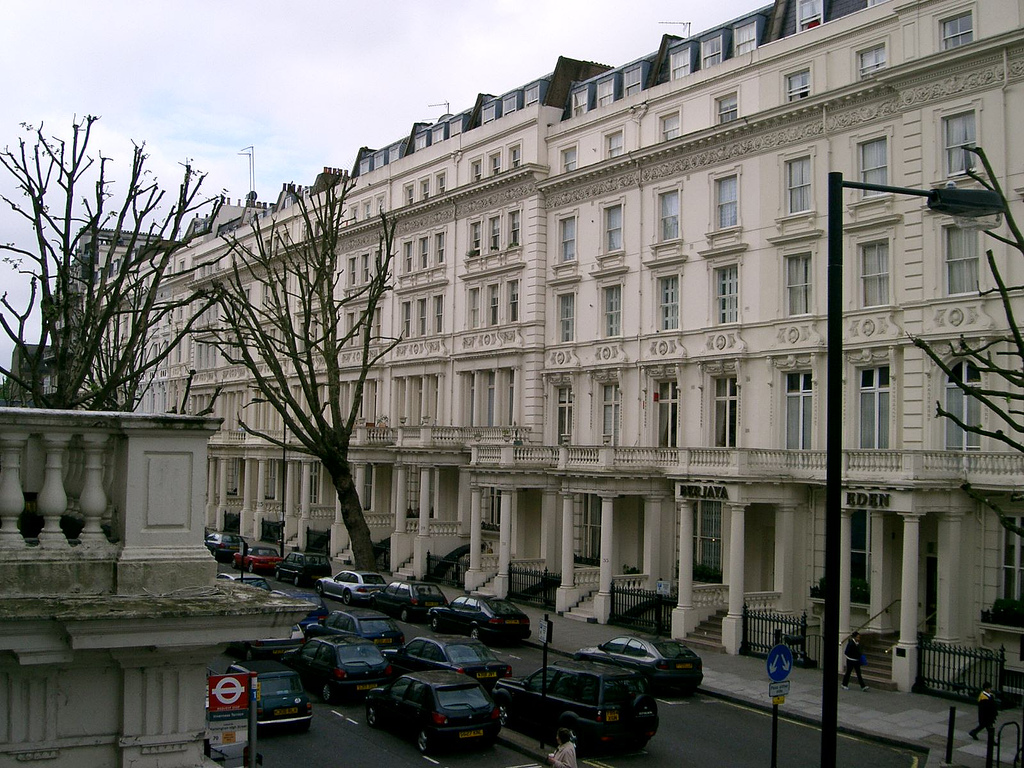
Những ngôi nhà thị trấn kiến trúc Georgian ở London, Anh. Rào đen bao quanh khu vực tầng hầm, trong thế kỷ 20 đã được chuyển đổi thành căn hộ sân vườn.

Từ điển Oxford English Dictionary định nghĩa "căn hộ trong vườn" trong tiếng Anh Anh là "căn hộ ở tầng hầm hoặc tầng trệt có tầm nhìn ra khu vườn hoặc bãi cỏ", mặc dù nó thừa nhận rằng việc nhắc đến tầm nhìn ra vườn có thể chỉ là một ước lượng. "Căn hộ có sân vườn" có thể đơn giản là một cách diễn đạt thông tục cho tầng hầm. Các ngôi nhà phố lớn theo phong cách Georgian hoặc Victorian thường có một không gian khai quật bên dưới mặt trước gọi là "khu vực," được bao quanh bằng lan can bằng gang. Tầng thấp nhất này thường chứa nhà bếp, nơi làm việc chính của người hầu, với "lối vào của người buôn bán" thông qua cầu thang trong khu vực đó. Tầng "trệt thấp hơn," cách diễn đạt khác, đã được chứng minh là phù hợp để chuyển đổi thành một "căn hộ sân vườn" độc lập. Trong tiếng Anh Mỹ, sắp xếp này đôi khi được gọi là "tầng hầm Anh".

### Căn hộ tầng hầm
Thường nằm ở tầng dưới cùng của tòa nhà.

### Căn Hộ gác xép
Là một đơn vị ở gác mái của tòa nhà, thường được chuyển đổi từ không gian dành cho người hầu gia đình. Các căn hộ này có đặc điểm là các bức tường nghiêng, có thể làm hạn chế không gian sử dụng; việc đi lên cầu thang trong các tòa nhà không có thang máy và các bức tường nghiêng có thể làm cho căn hộ gác xép không được ưa chuộng bằng các đơn vị ở tầng dưới. Tuy nhiên, do căn hộ này nằm ở tầng trên cùng của tòa nhà, chúng có thể cung cấp tầm nhìn tốt nhất và yên tĩnh hơn do thiếu hàng xóm ở phía trên.

### Căn hộ phụ
Khi một phần của ngôi nhà được chuyển đổi để dành cho thành viên gia đình của chủ sở hữu, căn hộ tự chủ này có thể được gọi là "căn hộ cho mẹ chồng", "phòng phụ", hoặc "phòng bà ngoại", mặc dù những đơn vị này (đôi khi vi phạm pháp luật) thường được thuê bởi người thuê nhà thông thường thay vì người thân của chủ sở hữu. Ở Canada, chúng thường nằm ở dưới ngôi nhà chính và do đó được gọi là "căn hộ tầng hầm". Thuật ngữ khác là "đơn vị ở phụ", có thể là một phần của ngôi nhà chính hoặc là một cấu trúc đứng riêng trên khu đất của nó.

### Căn hộ salon
Căn hộ salon là một thuật ngữ liên quan đến các căn hộ độc quyền xây dựng như một phần của các tòa nhà đa gia đình ở Belgrade và một số thị trấn khác ở Yugoslavia trong những thập kỷ đầu của thế kỷ 20. Cấu trúc của các căn hộ bao gồm phòng chờ nằm ở vị trí trung tâm với chức năng kết hợp giữa phòng ăn và một hoặc nhiều khu vực salon. Hầu hết các căn hộ này được xây dựng ở Belgrade (Serbia), cùng với các ví dụ đầu tiên về căn hộ thường được gọi là 'căn hộ salon', với khái niệm về tổ chức không gian và chức năng sau đó lan rộng đến các trung tâm đô thị lớn khác ở Yugoslavia.

### Maisonette
Maisonette (phiên âm từ maisonnette, tiếng Pháp có nghĩa "ngôi nhà nhỏ" và ban đầu cũng được sử dụng trong tiếng Anh, nhưng đã không còn) không có định nghĩa cụ thể, tuy nhiên theo OED, đó là "một phần của tòa nhà sống riêng, thường trên nhiều tầng và có lối vào riêng từ bên ngoài." So với căn hộ thông thường, maisonette thường có nhiều tầng hơn, với cầu thang bên trong dẫn từ tầng lối vào lên tầng trên (hoặc dưới trong một số trường hợp). Đây là sắp xếp phổ biến trong nhà ở Anh sau Chiến tranh (đặc biệt là nhà ở cộng đồng) để giảm chi phí và tạo nên vẻ kiểu nhà liền kề truyền thống mà nhiều người dân đã quen thuộc. Nó cũng cho phép căn hộ, ngay cả khi tiếp cận bằng lối đi chung, có cửa sổ ở cả hai bên của tòa nhà.
Maisonette có thể bao gồm các căn hộ Tyneside, gồm cặp căn hộ một tầng trong một ngôi nhà liền kề hai tầng. Điểm đặc biệt là chúng có hai cửa ra đường phố riêng biệt, mỗi cửa dẫn vào một căn hộ duy nhất. "Maisonette" cũng áp dụng cho căn hộ loại cottage, hay còn được gọi là 'căn hộ bốn trong một khối', kiểu nhà phổ biến ở Scotland.

### Căn hộ 2 tầng

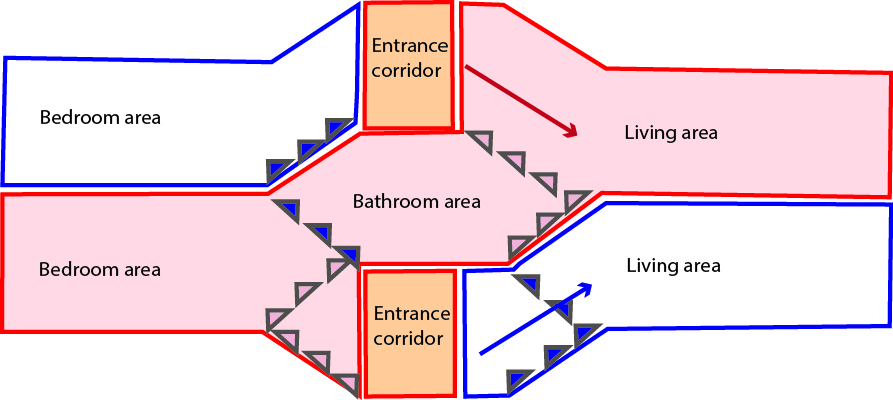
Kế hoạch căn hộ tầng kép

Hầu hết căn hộ chỉ nằm trên một tầng, vì vậy gọi là "căn hộ phẳng". Một số ít có hai tầng, nối với nhau bằng cầu thang bên trong, giống như nhiều ngôi nhà. Thuật ngữ gọi loại căn hộ này là "maisonette", như đã nêu trên. Một số loại nhà ở tại Vương quốc Anh, cả công cộng và tư nhân, được thiết kế dưới dạng căn hộ chia tầng kép. Ở mức cao hơn, căn hộ penthouse có thể có nhiều hơn một tầng, tạo nên không gian và sang trọng. Các đơn vị 2 tầng trong các công trình xây dựng mới thỉnh thoảng được gọi là "nhà liền kề" ở một số quốc gia (tuy không thường ở Anh).

### Các tòa nhà nhỏ với một số căn nhà một tầng

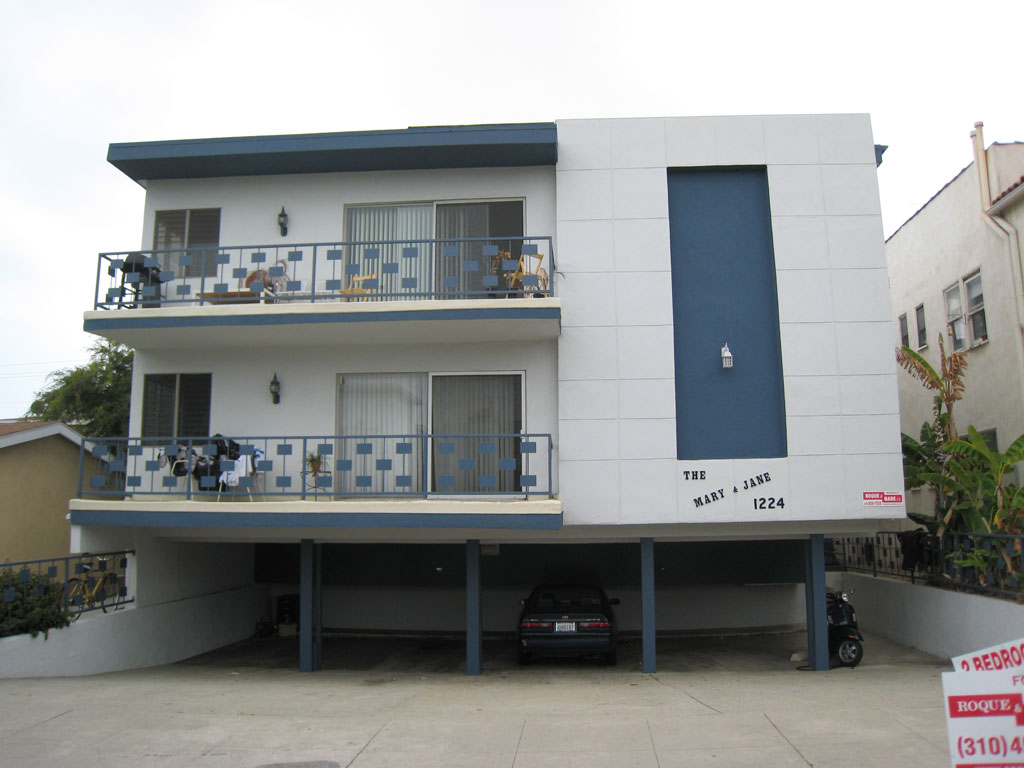
Một tòa nhà dingbat, "The Mary & Jane", chú ý đến ban công được thiết kế.

Thuật ngữ "Duplex" ám chỉ đến hai đơn vị riêng biệt kề nhau ngang, có tường chia cách chung, hoặc kề nhau dọc, có tầng trần-sàn chung.
Miêu tả duplex có thể thay đổi theo vùng ở Mỹ, nhưng thường có hai đến bốn căn nhà với một cửa và thường hai cửa trước sát nhau nhưng riêng biệt—gọi là 'duplex', chỉ số lượng đơn vị, không phải số tầng, vì ở một số khu vực chúng thường chỉ có một tầng. Nhóm hơn hai đơn vị có tên tương ứng (Triplex, v.v.). Những tòa nhà có ba tầng gọi là triplex.
Ở Hoa Kỳ, hình thức địa phương đã phát triển, xem kiến trúc dân gian. Ở Milwaukee, "nhà bằng dốc Ba Lan" hoặc "ngôi nhà gác lên" là ngôi nhà nhỏ đã được nâng lên để tạo tầng hầm cho căn hộ riêng biệt, sau đó đặt xuống, trở thành cặp căn hộ khiêm tốn. Ở Miền Nam nhiệt đới, tòa nhà chung cư nhỏ hình hộp gọi là "dingbat", thường có nhà để xe ở dưới, đã xuất hiện từ những năm 1950.
Ở Vương quốc Anh, thuật ngữ "duplex" thường áp dụng cho căn hộ có hai tầng (có cầu thang nội bộ), không có căn nào ở tầng đất. Những căn hộ như vậy thường thấy trong nhà ở thuê giá rẻ, trong tòa nhà chung cư do cơ quan địa phương xây dựng, hoặc trên các đơn vị bán lẻ ở tầng đất, nơi chúng có thể do người sử dụng đơn vị bán lẻ ở lại hoặc cho thuê riêng. Tòa nhà có hai căn nhà với tường dọc chung gọi là "semi-detached", hoặc thông tục là "nửa". Hình thức xây dựng này phổ biến và được xây dựng ban đầu chứ không phải sau khi chuyển đổi.

### Căn hộ gác xếp

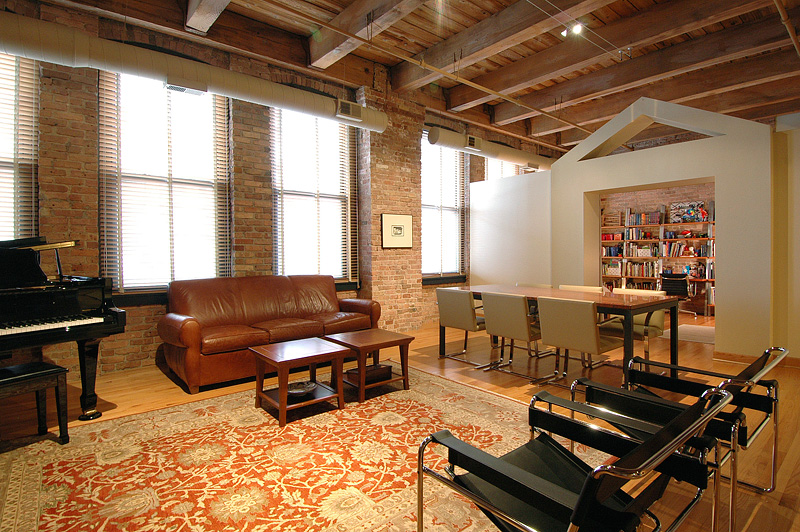
Nội thất căn hộ gác xếp tại Chicago

Dạng căn hộ này phát triển tại Bắc Mỹ vào giữa thế kỷ 20. Thuật ngữ ban đầu chỉ một không gian sống được tạo ra trong các tòa nhà công nghiệp cũ, thường từ thế kỷ 19. Các căn hộ lớn như này được ưa chuộng bởi các nghệ sĩ và nhạc sĩ tìm chỗ ở tại các thành phố lớn (ví dụ như New York) và liên quan đến việc chiếm dụng bất hợp pháp những tòa nhà không sử dụng ở các phần đổ nát của những thành phố như vị trí ngồi chỗ không thuê.
Các căn hộ gác xếp thường nằm trong các nhà kho và nhà máy cũ bị bỏ hoang sau khi quy định quy hoạch và điều kiện kinh tế giữa thế kỷ 20 thay đổi. Những căn hộ này tạo nên lối sống bohemian mới và được thiết kế khác biệt hoàn toàn so với các không gian sống đô thị thông thường, thường bao gồm các atelier và xưởng làm việc. Khi nguồn cung các tòa nhà cũ phù hợp cạn kiệt, nhà phát triển đã xây dựng các tòa nhà mới với cùng thẩm mỹ nhưng mức độ thành công khác nhau.
Một không gian công nghiệp, nhà kho hoặc thương mại chuyển đổi thành căn hộ thường được gọi là gác xếp, tuy một số gác xếp hiện đại được xây dựng theo thiết kế.

### Căn hộ cộng đồng
Tại Nga, căn hộ cộng đồng ("коммуналка") là một phòng với bếp và phòng tắm chung. Thường có năm căn hộ-phòng như một cụm, có một phòng bếp và phòng tắm chung và cửa riêng, chiếm một tầng trong biệt thự tiền cách mạng. Truyền thống, phòng thuộc chính quyền và được giao cho một gia đình trong thời gian ngắn.

### Căn hộ dịch vụ

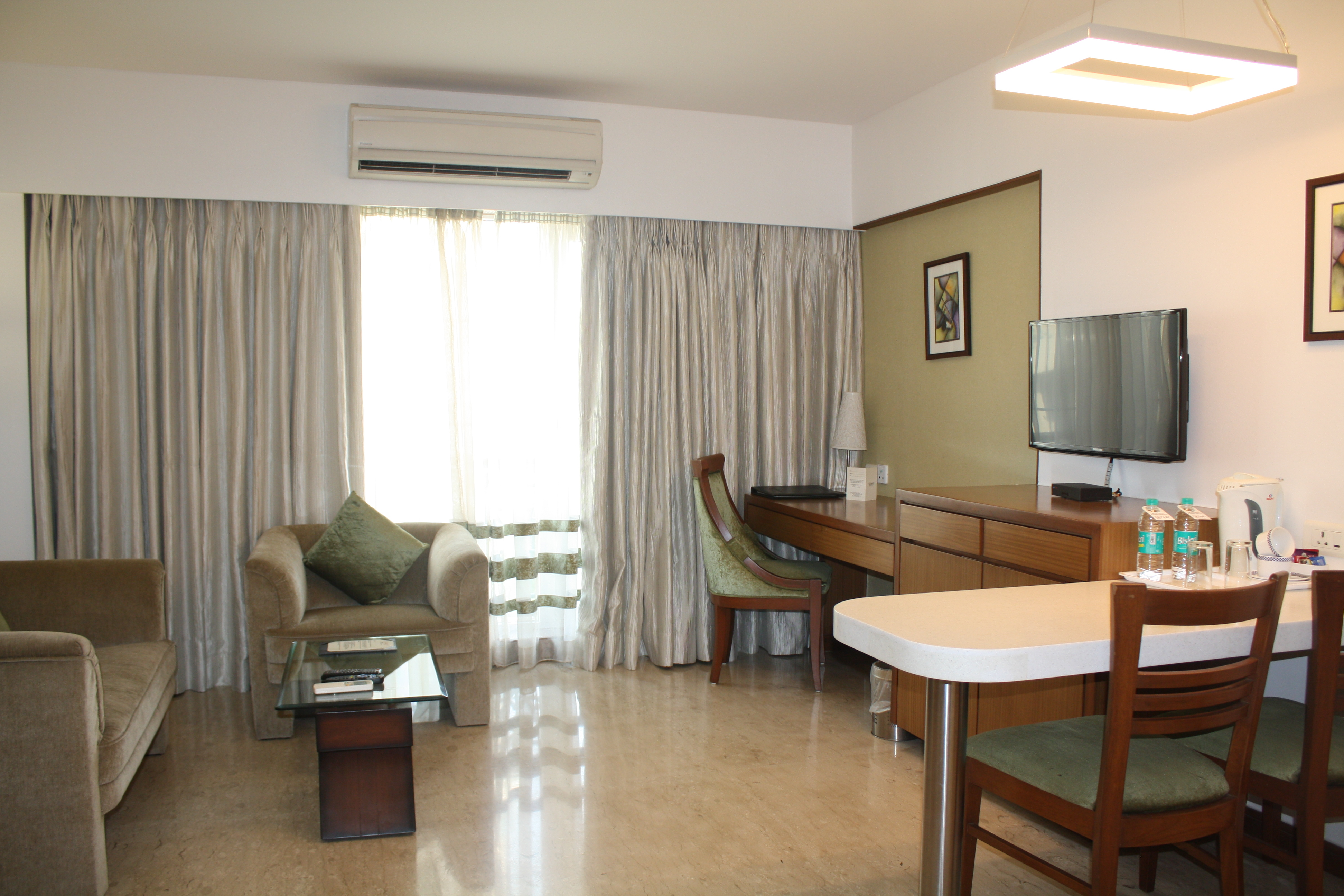
Căn hộ dịch vụ tại Mumbai, Ấn Độ

Căn hộ dịch vụ là không gian sống dành cho cư trú bao gồm dịch vụ dọn dẹp thường xuyên do đại lý cho thuê cung cấp. Căn hộ dịch vụ phát triển từ đầu thế kỷ 20 và từng thịnh hành trong những năm 1920 và 30. Chúng được thiết kế để kết hợp tốt nhất giữa căn hộ cao cấp và tự quản lý, thường là phần bổ sung của một khách sạn. Tương tự như việc lưu trú dài hạn tại khách sạn sang trọng, cư dân có thể sử dụng các tiện nghi bổ sung như dịch vụ dọn phòng, giặt ủi, dịch vụ ăn uống và khác khi cần.
Một đặc điểm của các tòa nhà chứa căn hộ dịch vụ là nội thất lộng lẫy với phòng tắm xa hoa nhưng không có khu bếp hoặc khu vực giặt ủi trong từng căn hộ. Phong cách sống này trở nên thịnh hành khi nhiều người tầng lớp thượng lưu nhận thấy họ không thể trả lương nhiều nhân viên ở sau Thế chiến thứ nhất và thích cuộc sống "khóa cửa và đi" mà căn hộ dịch vụ khách sạn cung cấp. Một số tòa nhà đã được cải tạo với tiện nghi tiêu chuẩn trong mỗi căn hộ, nhưng các khu căn hộ dịch vụ tiếp tục được xây dựng. Gần đây, nhiều khách sạn đã mở rộng mô hình kinh doanh truyền thống của họ bằng cách xây dựng các khu căn hộ dịch vụ riêng trong tòa nhà của họ - có quyền sở hữu tự do (freehold) hoặc thuê (leasehold).

### Tiện nghi

Phòng giặt

Căn hộ có thể thuê đã có nội thất, hoặc trống để người thuê tự sắp xếp đồ đạc. Căn hộ dịch vụ tiện lợi cho lưu trú ngắn hạn, đã trang bị đồ nội thất và dụng cụ nhà bếp, cùng dịch vụ người hầu.
Cơ sở giặt ủi có thể chung hoặc riêng từng căn hộ. Tiện ích như nước, sưởi ấm và điện có thể chung hoặc tính riêng. Hợp đồng thuê thường giới hạn số người ở.
Ở tầng trệt hoặc xung quanh tòa nhà, có hộp thư từng căn hộ. Có chuông tương đương cho mỗi căn hộ. Rác được xử lý tùy theo kích thước tòa nhà.

### Phân loại đa dạng

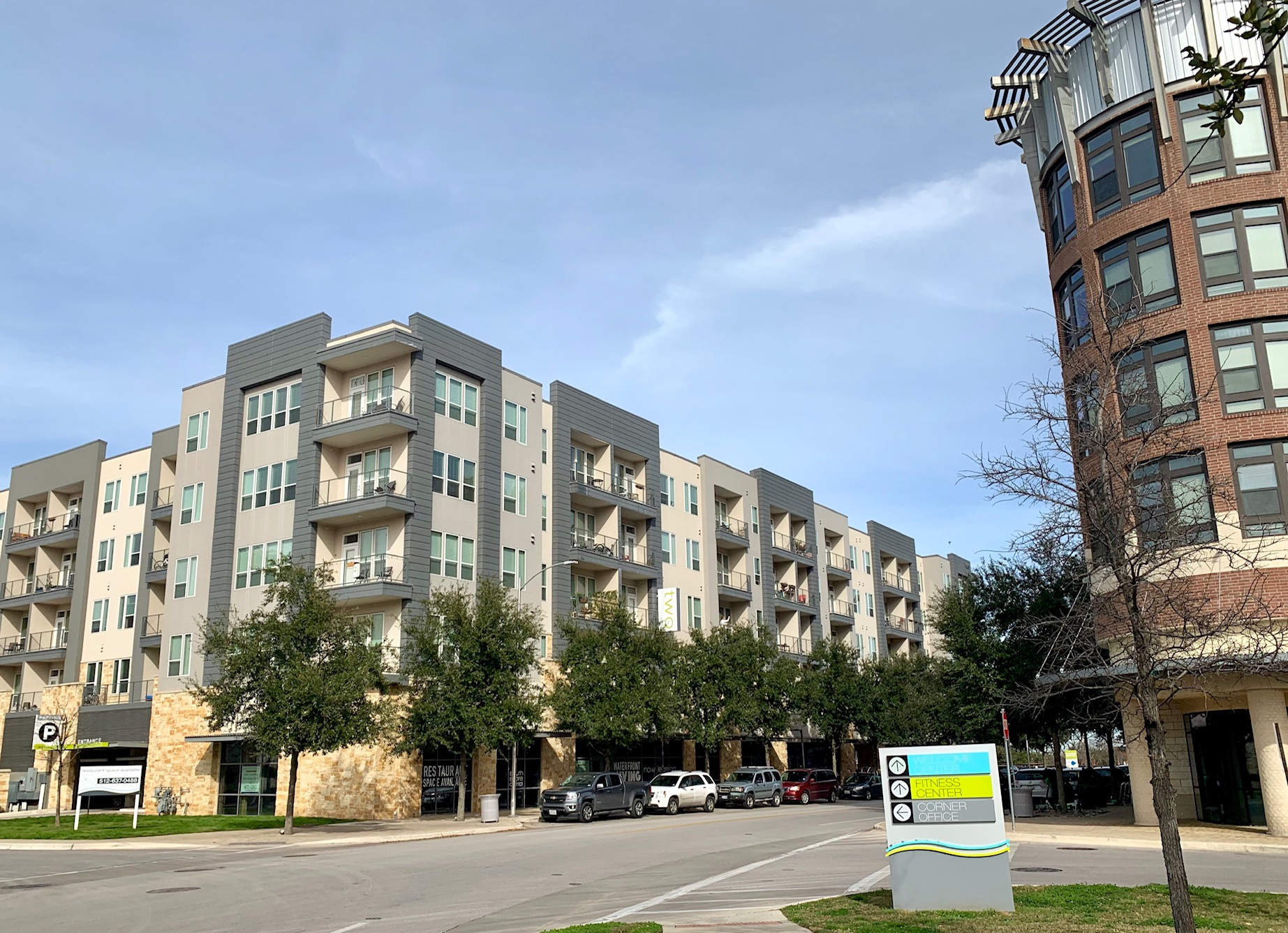
Các tòa nhà chung cư phong cách one-plus-five cao tầng tại Austin, Texas.

Tại các khu đô thị, căn hộ gần khu trung tâm downtown mang lại lợi thế về việc tiếp cận công việc và/hoặc giao thông công cộng. Tuy nhiên, giá trên mỗi foot vuông thường cao hơn đáng kể so với khu vực ngoại ô.
Các căn hộ phòng đơn tiếp theo là các căn hộ một phòng ngủ, với một phòng ngủ riêng biệt được ngăn cách bởi cửa nội bộ. Tiếp đến là các căn hộ hai phòng ngủ, ba phòng ngủ, và cứ tiếp tục như vậy. Các căn hộ có hơn ba phòng ngủ thường hiếm.
Căn hộ nhỏ thường chỉ có một cửa vào. Còn các căn hộ lớn thường có hai cửa vào, có thể là cửa phía trước và cửa phía sau, hoặc từ một cấu trúc đỗ xe ngầm hoặc cấu trúc đính kèm khác. Tùy theo thiết kế của tòa nhà, các cửa vào có thể nối trực tiếp với bên ngoài hoặc khu vực chung bên trong, chẳng hạn như hành lang hoặc phòng lễ tân.
Tại nhiều thành phố Mỹ, kiểu chung cư phong cách one-plus-five với tòa nhà cao tầng có khung gỗ đã trở nên phổ biến sau khi International Building Code được sửa đổi vào năm 2009; những tòa nhà này thường bao gồm bốn tầng khung gỗ đặt trên một sàn bê tông và được các nhà phát triển ưa chuộng do mật độ dân số cao và chi phí xây dựng tương đối thấp.

## Các ví dụ lịch sử

### Mỹ thuộc thời tiền Columbus
Các dân tộc Puebloan ở khu vực ngày nay là miền Tây Nam của Hoa Kỳ đã xây dựng các ngôi nhà lớn có nhiều phòng, một số thậm chí có đến hơn 900 phòng, từ thế kỷ 10.
Trong thành phố Teotihuacan thuộc giai đoạn Classic của Mesoamerican, căn hộ không chỉ là cách tiêu chuẩn để ở cho dân số hơn 200.000 người trong thành phố, mà còn thể hiện sự phân bố tài sản đồng đều khá đáng chú ý cho cả thành phố, thậm chí còn theo tiêu chuẩn thời đại. Đáng chú ý, căn hộ được cư dân sử dụng chung, khác với xã hội tiền hiện đại khác, nơi căn hộ thường chỉ dành cho tầng lớp thấp hơn, như ở trường hợp của insulae thời cổ La Mã.

### La Mã Cổ đại

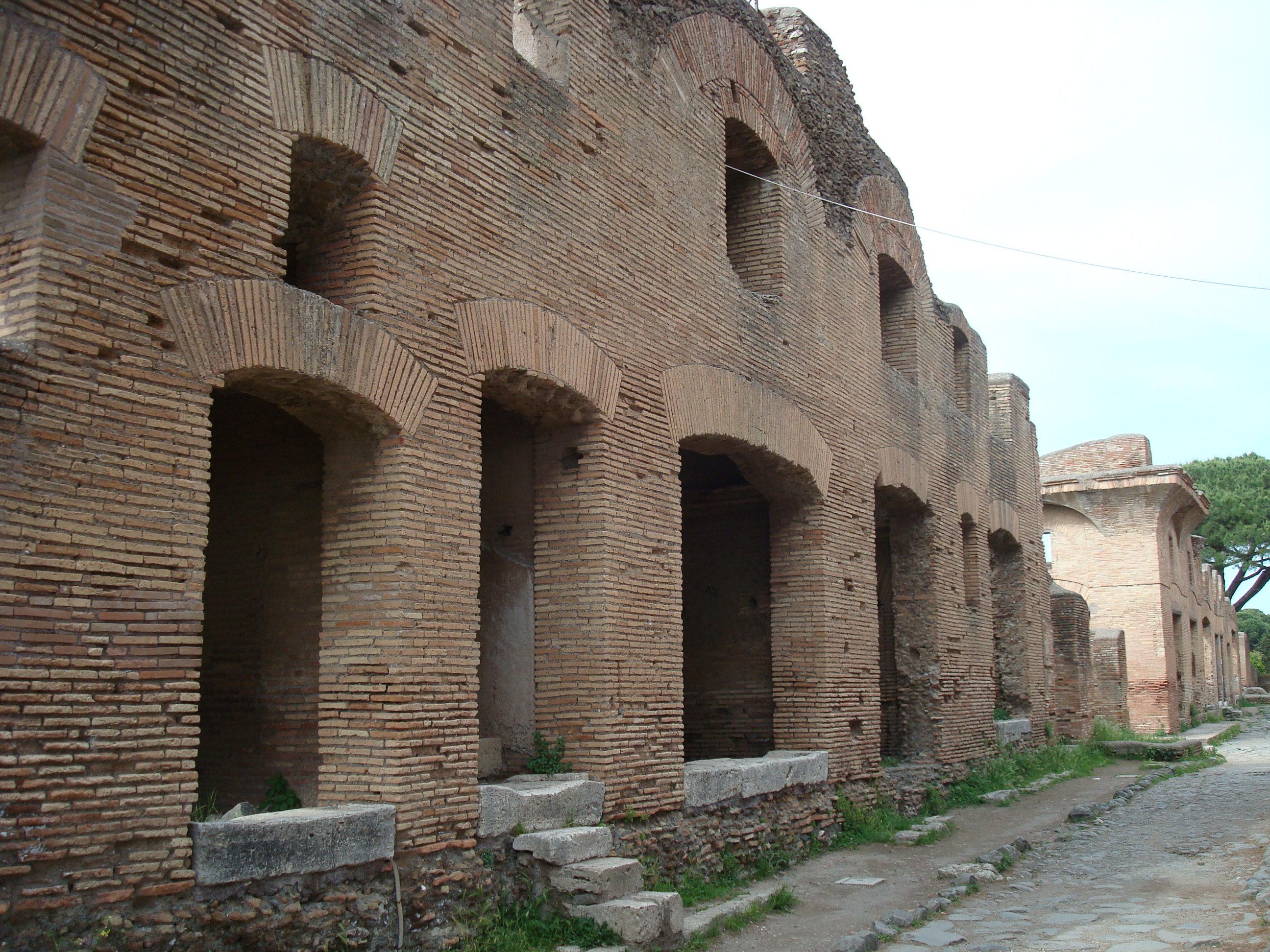
Tàn tích khối căn hộ cổ La Mã từ thế kỷ 2 sau Công nguyên sớm tại Ostia

Trong La Mã Cổ đại, insulae (độc số insula) là các tòa nhà căn hộ lớn dành cho tầng lớp thấp và trung bình của người La Mã. Tầng mặt đất được dùng cho cửa hàng tabernae và doanh nghiệp, trong khi không gian sống nằm ở các tầng cao hơn. Các tòa nhà căn hộ ở La Mã và các thành phố thuộc đế quốc La Mã khác có thể lên đến mười tầng hoặc thậm chí nhiều hơn, và một số còn có hơn 200 bậc thang. Một số hoàng đế, bắt đầu từ Augustus (năm 30 TCN - 14 sau CN), đã cố gắng đặt giới hạn cho tòa nhà nhiều tầng là 20–25 m, nhưng chỉ đạt được hạn chế hơn. Tầng dưới thường được sử dụng cho cửa hàng hoặc gia đình giàu có, trong khi tầng trên thường cho thuê cho tầng lớp thấp hơn. Tài liệu Oxyrhynchus Papyri cho thấy rằng có cả tòa nhà bảy tầng ở các thị trấn tỉnh lẻ, chẳng hạn trong trường hợp của Hermopolis vào thế kỷ 3 ở Ai Cập La Mã.

### Ai Cập cổ đại và Trung cổ
Trong thời kỳ Trung cổ Ả Rập-Islamic, thủ đô Ai Cập Fustat (Cairo cổ) chứa nhiều tòa nhà chung cư cao tầng, có một số tòa cao tới bảy tầng và được cho là có thể chứa hàng trăm người. Vào thế kỷ 10, nhà du ký Al-Muqaddasi miêu tả chúng giống như tháp chuông, và nói rằng đa số dân số Fustat sống trong những tòa nhà chung cư nhiều tầng này, mỗi tòa chứa hơn 200 người. Vào thế kỷ 11, Nasir Khusraw miêu tả một số tòa nhà chung cư này có tới mười bốn tầng, với các vườn mái trên tầng cao nhất có kèn nước được kích bằng bánh xe nước để tưới tiêu.
Vào thế kỷ 16, thủ đô Cairo cũng có các tòa nhà chung cư cao tầng, trong đó hai tầng dưới cùng được sử dụng cho mục đích thương mại và lưu trữ, và các tầng cao hơn được cho thuê cho người thuê.

### Yemen

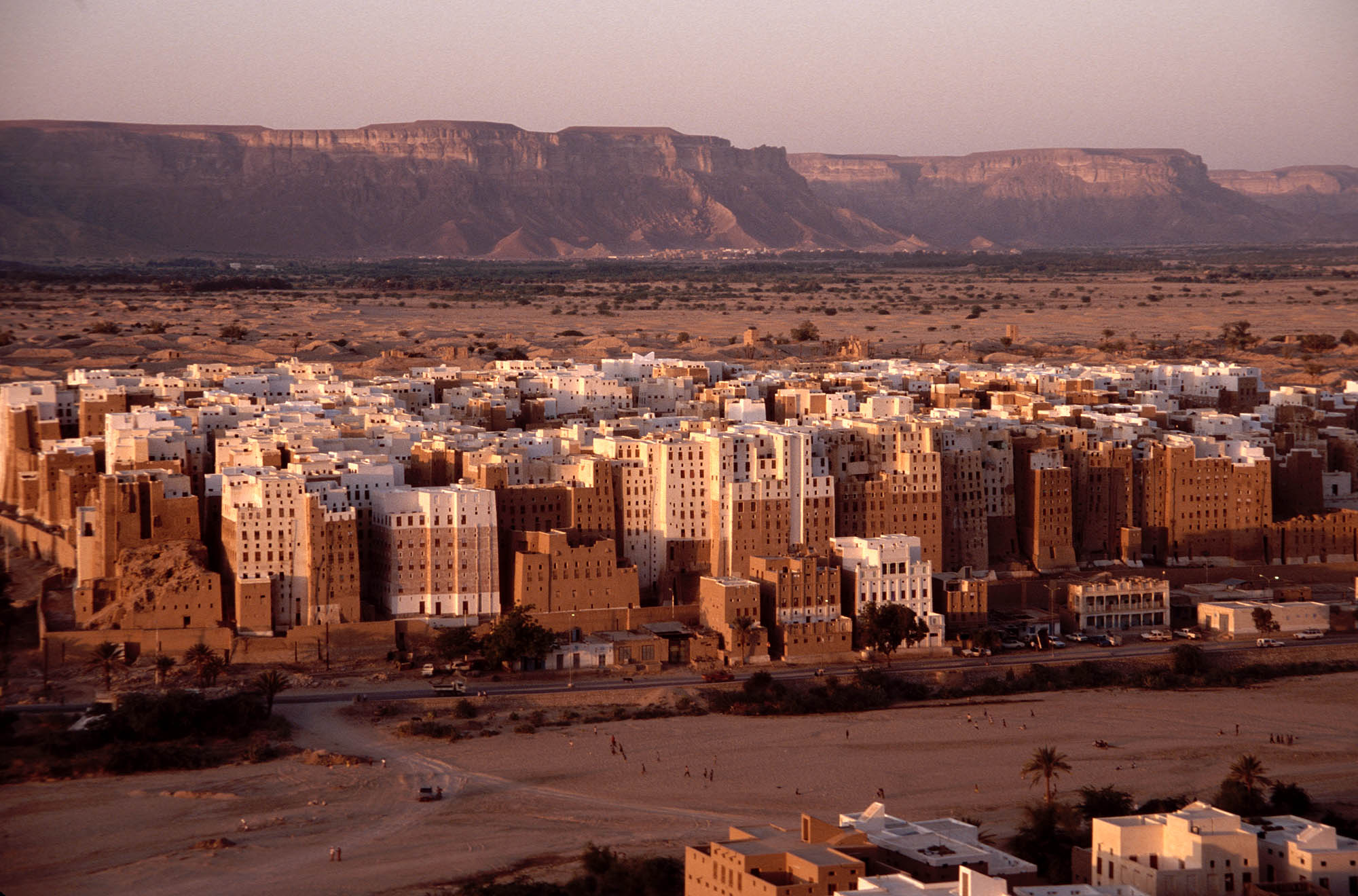
Mudbrick-made tower houses in Shibam, Wadi Hadhramaut, Yemen

Các tòa nhà chung cư cao tầng được xây dựng tại thành phố Shibam của Yemen vào thế kỷ 16. Những ngôi nhà ở Shibam đều được làm từ gạch đất, nhưng khoảng 500 ngôi trong số chúng là các ngôi nhà tháp, cao từ 5 đến 11 tầng, với mỗi tầng có một hoặc hai căn hộ. Shibam đã được gọi là "Manhattan của sa mạc". Một số trong số chúng cao tới hơn 100 foot (30 m), là các tòa nhà chung cư gạch bùn cao nhất trên thế giới cho đến ngày nay.

### Trung Quốc cổ đại
Ở miền nam Trung Quốc, người Hoa Kiều đã sử dụng cấu trúc sống cộng đồng có thiết kế để dễ dàng phòng thủ, gồm làng tường Weilongwu (围龙屋) và Tulou (土楼). Loại thứ hai là những tòa nhà đất lớn, được bao quanh và cung cấp sự bảo vệ, có từ ba đến năm tầng và có thể ở đến tám mươi hộ gia đình.

## Các ví dụ hiện tại

### Anh Quốc
Tại Luân Đôn, vào thời điểm điều tra dân số năm 2011, 52% tổng số nhà ở là căn hộ. Nhiều trong số này là kết quả chia nhỏ từ các ngôi nhà kiểu Georgian hoặc Victorian. Cũng có nhiều căn hộ được xây dựng như các căn hộ thuộc căn hộ hội đồng. Sau Chiến tranh thế giới thứ hai, nhiều tòa nhà chọc trời được xây dựng. Một số trong số này đã bị phá hủy và thay thế bằng các tòa nhà thấp tầng hoặc khu định cư nhà ở.
Vào cuối thế kỷ 19 và đầu thế kỷ 20, ý tưởng về căn hộ chậm chạp được chấp nhận trong tầng lớp trung lưu Anh Quốc. Thay vì theo tiêu chuẩn phổ biến của các ngôi nhà gia đình, người Anh thường sống trong ngôi nhà riêng biệt. Những người sống trong căn hộ thường được coi là tầng lớp thấp hơn và di chuyển nhiều, ví dụ như thuê "căn hộ trên cửa hàng" theo hợp đồng thuê của thương nhân. Tại Luân Đôn và hầu hết vùng lãnh thổ Anh, người có khả năng tài chính thường chiếm cả ngôi nhà riêng, ngay cả khi đó chỉ là một căn nhà liền kề nhỏ. Người lao động nghèo tiếp tục thuê phòng trong các ngôi nhà chật chội, thường có một hoặc nhiều gia đình chung một phòng.
Trong thế kỷ 19, với sự gia tăng tài sản và dân số, ý thức thay đổi. Sự phát triển đô thị và dân số tăng khiến tầng lớp trung và thượng lưu cần nhiều lựa chọn nhà ở sáng tạo hơn để duy trì căn hộ pied-à-terre tại thủ đô. Cách tiếp cận truyền thống với ngôi nhà thị trấn ngôi nhà thị trấn Luân Đôn trở nên đắt đỏ hơn để duy trì. Đối với độc thân và phụ nữ chưa lập gia đình, việc thuê căn hộ biệt thự hiện đại ngày càng phổ biến hơn.

### Scotland

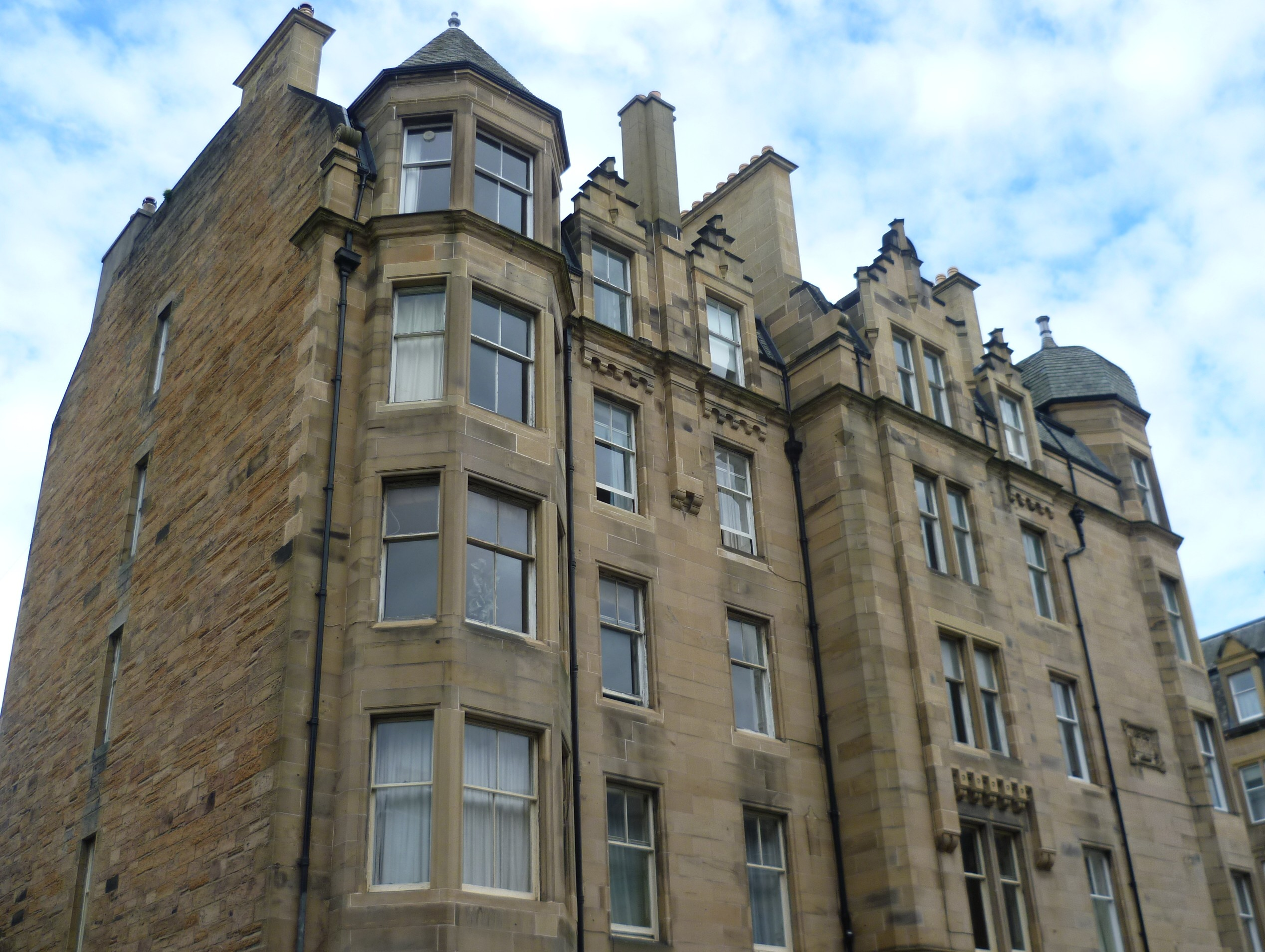
Chung cư tenement tại Edinburgh, Scotland (1893)

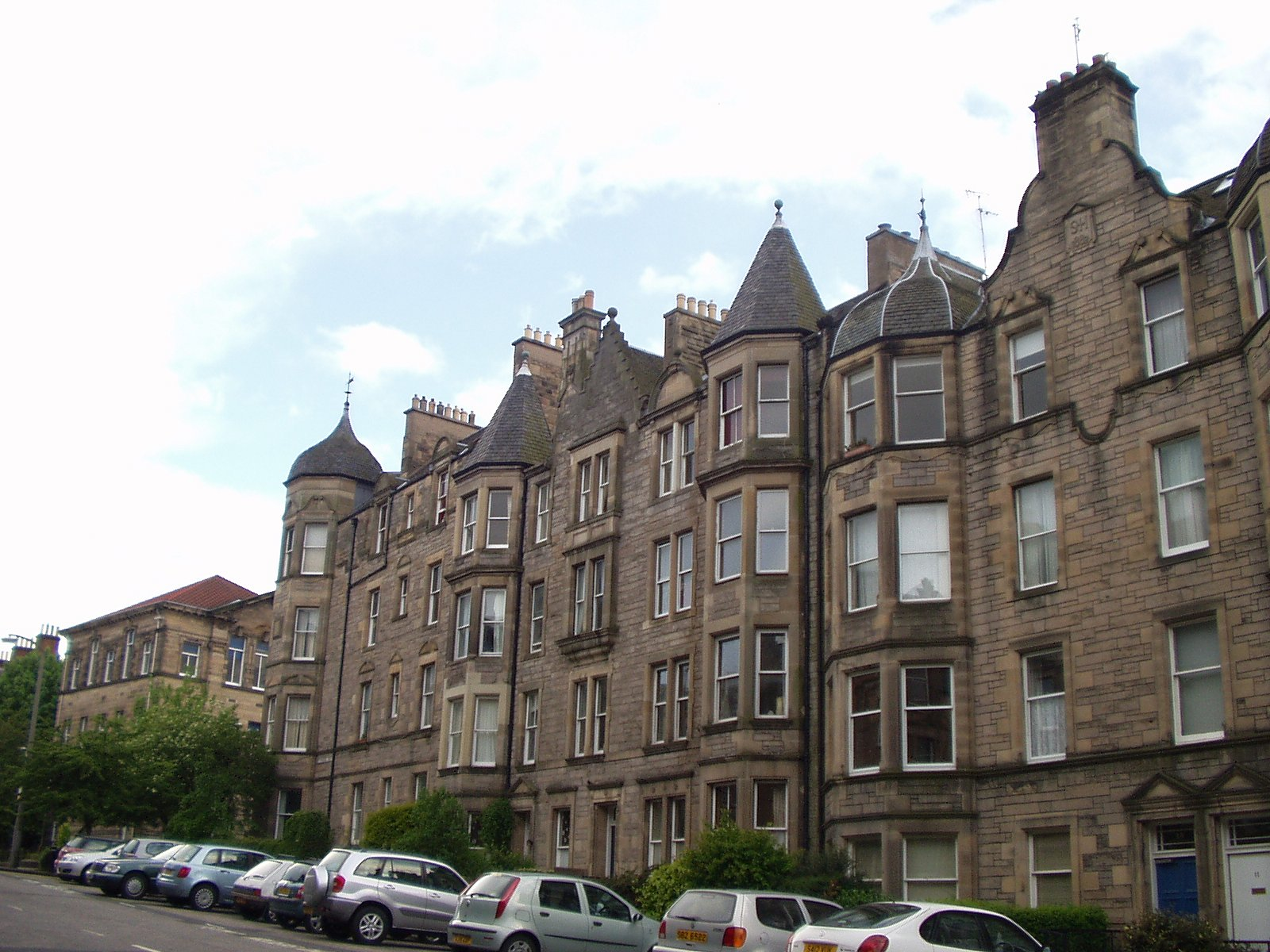
Chung cư tenement tại Marchmont, Edinburgh, xây dựng năm 1882

Ở Scotland, thuật ngữ "tenement" không mang ý tiêu cực như ở những nơi khác, chỉ đơn giản là các tòa nhà chung cư có cầu thang chung và thiếu thang máy, đặc biệt là những tòa xây trước năm 1919. Các chung cư tenement đã và vẫn đang được ở bởi nhiều tầng lớp và nhóm thu nhập khác nhau. Ngày nay, chúng được mua bởi nhiều loại người, từ các chuyên gia trẻ đến người cao tuổi hưu trí, và cả chủ nhà ở xa thường cho sinh viên thuê sau khi họ rời khỏi ký túc xá của trường. National Trust for Scotland có Tenement House ở Glasgow là một viện bảo tàng ngôi nhà lịch sử giới thiệu về cuộc sống trong chung cư tenement như thời xa xưa.
Trong thế kỷ 19, chung cư tenement trở thành hình thức chính của nhà ở mới tại các thành phố công nghiệp của Scotland, mặc dù chúng đã phổ biến tại Old Town của Edinburgh từ thế kỷ 15, với chiều cao từ mười đến mười một tầng và một số trường hợp có mười bốn tầng. Xây dựng từ đá cát hoặc đá granite, chúng thường có ba đến năm tầng, mỗi tầng có hai đến bốn căn hộ. (Trong khi ở Anh, các thành phố công nghiệp thường ưa thích các ngôi nhà nối tiếp bằng gạch.) Các chung cư tenement được xây dựng thành từng dãy nhà, mỗi lối vào được gọi là "close" hoặc "stair" - cả hai đều chỉ lối đi chung đến các căn hộ riêng lẻ. Các bậc cầu thang và sảnh thường là không gian chung, và truyền thống là cư dân luân phiên quét dọn sàn và, đặc biệt ở Aberdeen, luân phiên sử dụng tiện nghi giặt ở khu vườn sau nhà. Hiện nay, việc làm sạch các khu vực chung thường được giao cho một đại lý quản lý.
Ở Glasgow, nơi có số lượng chung cư tenement tối đa của Scotland, các dự án cải tạo đô thị trong những năm 1950, 1960 và 1970 đã kết thúc tình trạng ổ chuột của thành phố, chủ yếu là các chung cư tenement cũ được xây vào đầu thế kỷ 19, nơi các gia đình mở rộng sống chung trong điều kiện chật hẹp. Chúng đã được thay thế bằng các tòa nhà cao tầng, trong vài thập kỷ, trở thành nơi tội phạm và nghèo đói. Glasgow Corporation đã nỗ lực để cải thiện tình hình, đặc biệt thành công với City Improvement Trust, đã san phẳng các khu ổ chuột của phố cổ, thay thế chúng bằng một con phố truyền thống, vẫn là một phong cảnh ấn tượng. (City Halls và Cleland Testimonial là một phần của kế hoạch này.) Chính phủ quốc gia đã hỗ trợ sau Thế chiến I với các Đạo luật Nhà ở nhằm cung cấp "ngôi nhà phù hợp cho những người anh hùng". Các khu vườn ngoại ô dựa trên mô hình Anh, như Knightswood, đã được thành lập. Những khu này quá đắt đỏ, vì vậy một loại chung cư tenement hiện đại, ba tầng cao, mái ngói và xây bằng đá nhân tạo, đã được giới thiệu và một chương trình giải tỏa khu ổ chuột đã bắt đầu để làm sạch các khu như Calton và Garngad.
Sau Thế chiến II, đã có kế hoạch tham vọng hơn, được gọi là Bruce Plan, để di dời hoàn toàn khỏi các khu ổ chuột và xây dựng các dự án nhà ở tầng trung hiện đại ở ngoại ô thành phố. Tuy nhiên, chính phủ trung ương từ chối tài trợ kế hoạch này, thay vào đó ưa thích giảm dân số thành phố và xây dựng một loạt các Thành phố mới. Như một lần nữa, các yếu tố kinh tế khiến nhiều tiện ích trong các kế hoạch "Thành phố mới" không bao giờ được xây dựng trong các khu vực này. Những dự án nhà ở này, còn được gọi là "schemes", nên được coi là không thành công; nhiều dự án, như Castlemilk, chỉ là các khu nhà nghỉ xa trung tâm thành phố, không có cửa hàng và quán rượu ("vùng hoang có cửa sổ", như Billy Connolly từng nói). Cuộc sống ở các tòa nhà cao tầng cũng bắt đầu với hoài vọng lớn - Moss Heights, được xây dựng trong những năm 1950, vẫn rất đáng khao khát - nhưng sau đó gặp áp lực kinh tế. Nhiều tòa nhà cao tầng sau này được thiết kế kém chất lượng và xây dựng rẻ tiền và sự ẩn danh của chúng gây ra một số vấn đề xã hội. Việc phá hủy các tòa nhà cao tầng để xây dựng các dự án nhà ở hiện đại đã dẫn đến một số trường hợp tái hiện lại khái niệm về chung cư tenement.
Năm 1970, một nhóm từ Đại học Strathclyde đã chứng minh rằng các chung cư tenement cũ về cơ bản vẫn còn tốt, và có thể được cải tổ bằng việc thay thế hệ thống cấp nước hiện đại và phòng tắm. Cơ quan đã thực hiện nguyên tắc này lần đầu tiên vào năm 1973 tại Old Swan Corner, Pollokshaws. Sau đó, các "Khu Hành động Nhà ở" đã được thiết lập để tái thiết các khu ổ chuột. Sau đó, các chung cư tenement sở hữu tư nhân được hưởng sự trợ giúp của chính phủ trong việc "làm sạch đá", tiết lộ một lớp đá cát màu mật ong sau lớp vỏ tenement mà trước đây được cho là màu xám. Chính sách phá hủy chung cư tenement ngày nay được xem là thiếu tầm nhìn, lãng phí và chủ yếu không thành công. Nhiều chung cư tenement tồi nhất của Glasgow đã được nâng cấp thành những nơi ở tốt đẹp trong những năm 1970 và 1980 và chính sách phá hủy được xem là đã phá hủy những ví dụ tốt về phong cách kiến trúc được đánh giá cao. Glasgow Housing Association đã tiếp quản hàng tồn kho nhà ở công cộng từ hội đồng thành phố vào ngày 7 tháng 3 năm 2003, và đã bắt đầu một chương trình phá hủy và làm sạch trị giá 96 triệu bảng Anh để xóa bỏ nhiều căn hộ tầng cao.

### Hoa Kỳ

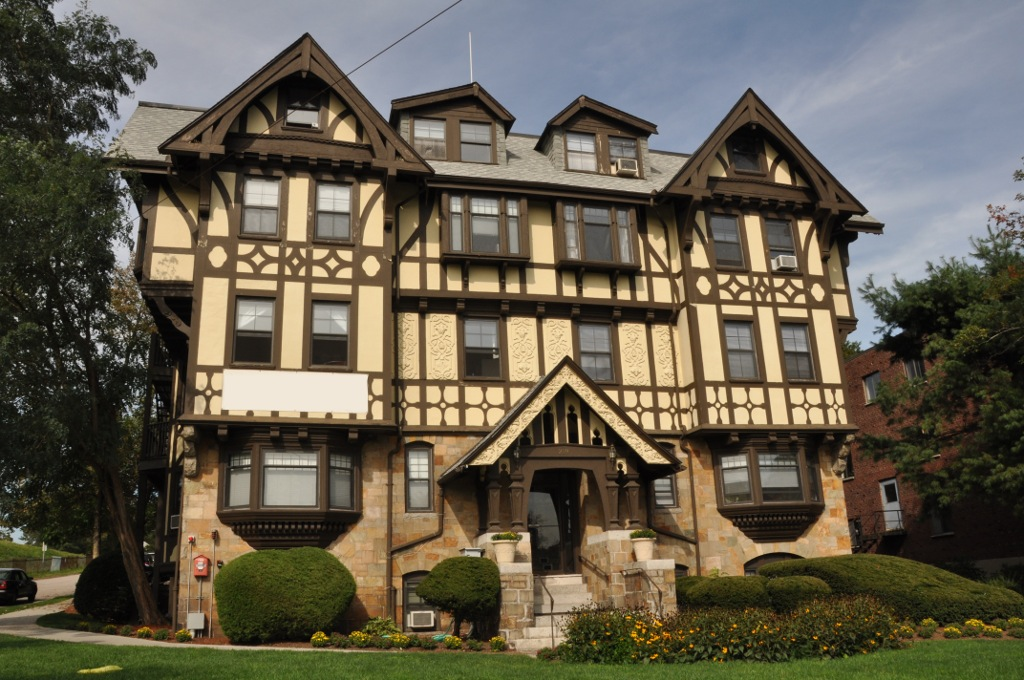
Toà nhà The Chestnut Hill, một tòa nhà chung cư năm 1899 tại Newton, Massachusetts

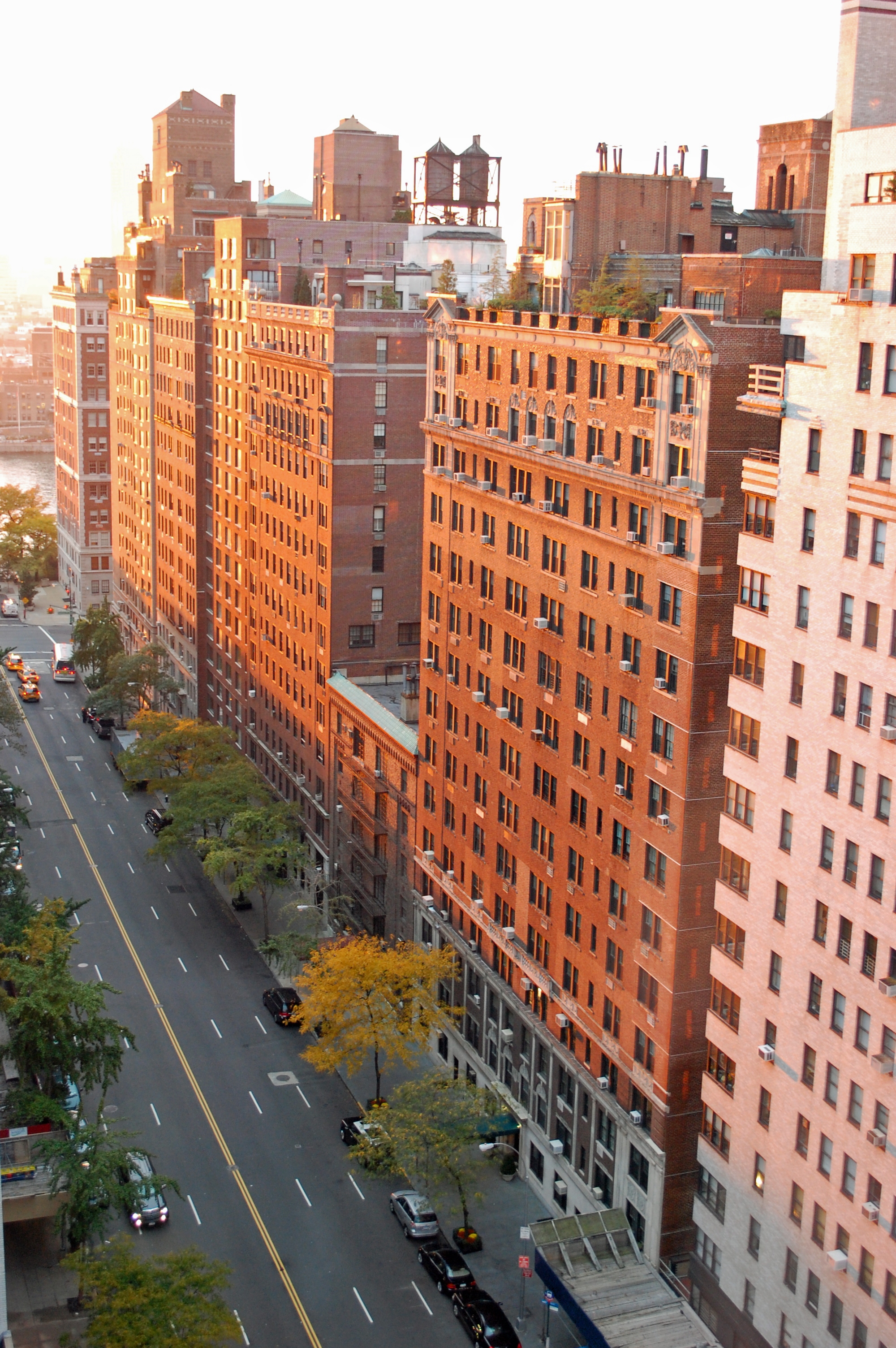
Các tòa nhà chung cư sắp xếp dọc theo đoạn phố dân cư của East 57th Street giữa First Avenue và Sutton Place ở New York

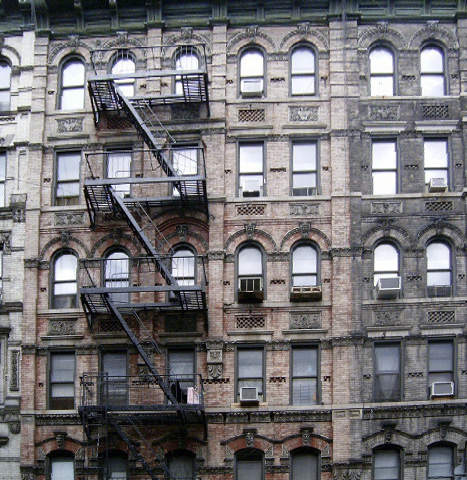
Các tòa nhà tenement ở khu Lower East Side của Manhattan

Năm 1839, tòa nhà chung cư đầu tiên tại Thành phố New York ra đời và nhanh chóng trở thành nơi sinh sống của tội phạm, kẻ bất chính và thanh thiếu niên vi phạm pháp luật. Các tòa nhà tenement cùng với chủ nhà tàn nhẫn còn nổi tiếng vì tăng giá thuê đắt đỏ. Cuốn sách "How the Other Half Lives" đề cập đến khu phố tenement với tên "Blind Man's Alley", được đặt tên theo sự kiện. Hốc hầm tối tăm ở đây từng chứa cộng đồng người ăn xin mù mắt, là những người thuê nhà của ông chủ nhà cũng mù là Daniel Murphy. Ông Murphy, đã tích lũy tài sản từ tòa nhà và khu nhà xung quanh, nhưng cuối cùng ông cũng trở nên mù mắt và chia sẻ khó khăn của những người bất hạnh mà ông từ chối cải thiện. Thậm chí khi bị Ủy ban Y tế Đô thị buộc phải sửa và làm sạch tòa nhà tệ nhất, ông vẫn tiếp tục mặc dù bị phản đối quyết liệt. Ông bào chữa với lập luận đặc trưng rằng ông đã làm di chúc và kiệu tang của ông đang chờ ở nghĩa trang. Mặc dù lời kêu gọi đầy đau đớn, thú vị là tức giận của ông không phải vì việc lãng phí cho người thuê nhà mà vì ông không tin vào người xây dựng. Ông đã đúng về sự đánh giá của mình đối với người thuê nhà. Nhiều nhà hoạt động, như Upton Sinclair và Jacob Riis, đã thúc đẩy các cải cách trong cư trú tenement. Kết quả là, Đạo luật Nhà chung cư Tiểu bang New York đã được thông qua vào năm 1901 để cải thiện điều kiện. Các cải tiến khác đã tiếp tục. Năm 1949, Tổng thống Harry S. Truman ký kết Đạo luật Nhà ở năm 1949 để làm sạch khu nhà ổ chuột và xây dựng lại các đơn vị nhà ở cho người nghèo.
The Dakota (1884) là một trong những tòa nhà căn hộ sang trọng đầu tiên tại New York. Tuy nhiên, phần lớn vẫn là các căn hộ thuê.
Các phát triển quan trọng trong thiết kế kiến trúc tòa nhà căn hộ đã xuất phát từ những năm 1950 và 1960. Trong số này có các thiết kế đột phá tại 860-880 Lake Shore Drive Apartments (1951), New Century Guild (1961), Marina City (1964) và Lake Point Tower (1968).
Tại Hoa Kỳ, thuật ngữ "tenement" thường được áp dụng cho các tòa nhà căn hộ thuê giá rẻ và cơ bản ở các khu vực cổ hơn của thành phố lớn. Nhiều trong số các tòa nhà căn hộ này là "walk-ups" không có thang máy, và một số có các tiện nghi tắm chung, tuy điều này ngày càng ít phổ biến. Thuật ngữ lóng "dingbat" được sử dụng để miêu tả các tòa nhà căn hộ đô thị giá rẻ từ những năm 1950 và 1960 với các mặt tiền độc đáo và thường kỳ quặc để phân biệt chúng với các tòa nhà xung quanh. Chúng thường được xây trên chân sắt, với bãi đậu xe ở dưới.

### Canada

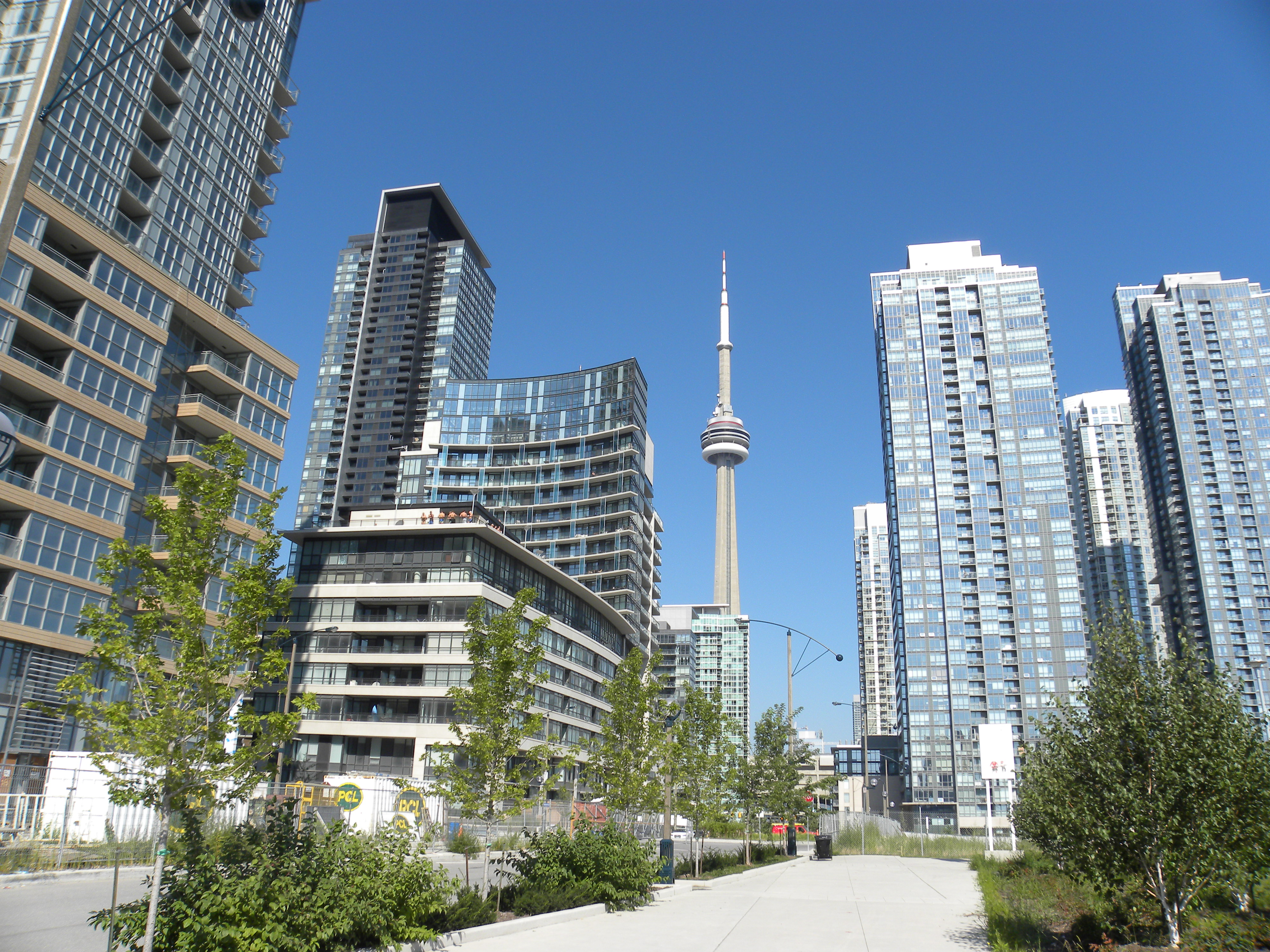
Các căn hộ mới tại trung tâm thành phố Toronto

Căn hộ đã trở nên phổ biến ở Canada, đặc biệt tại các trung tâm đô thị như Vancouver, Toronto, Ottawa, Montreal và Hamilton từ những năm 1950 đến 1970. Đến những năm 1980, nhiều tòa chung cư đa căn hộ được xây dựng dưới dạng căn hộ chung cư thay vì căn hộ thuê - cả hai loại này hiện rất phổ biến. Ở Toronto và Vancouver, các tòa chung cư cao tầng đã lan tỏa khắp thành phố, tạo nên bức tranh chân trời cho cả ngoại ô chính. Sự mạnh mẽ của thị trường căn hộ chung cư ở Toronto và Vancouver dựa trên sự khan hiếm đất. Tỷ suất lợi nhuận trung bình ở Khu vực Đại Toronto cho quý 3 năm 2015 đạt mức thấp nhất trong 30 năm: trong quý 3 năm 2015, tỷ suất này đạt 3.75%, giảm từ 4.2% trong quý 2 năm 2015 và giảm hơn 50% so với mức 6.3% ghi nhận trong quý 3 năm 2010.

### Úc
Ở Úc, các tòa nhà chung cư thường do một tổ chức quản lý tòa nhà (gọi là "tổ chức quản lý tòa nhà chung cư") điều hành. Các chủ sở hữu phải trả một khoản phí hàng tháng để duy trì các khu vực chung. Hầu hết căn hộ ở đây được sở hữu theo hình thức "quyền sở hữu chung cư". Theo luật pháp Úc, tất cả các tòa nhà chung cư phải có chiều cao từ sàn đến trần ít nhất là 2.4m, điều này phân biệt chúng với các tòa nhà văn phòng.
Lịch sử xây dựng tòa nhà chung cư ở Úc khá mới mẻ. Trước đó, những ngôi nhà liền kề là cách giải quyết ban đầu cho vấn đề mật độ dân số, nhưng phần lớn người Úc vẫn sống trong các ngôi nhà độc lập. Việc xây dựng bất kỳ căn hộ nào đã bị cấm trong Quốc hội Queensland theo Đạo luật Ngăn ngừa Chia Lô Đất Quá Mức năm 1885.
Những tòa nhà chung cư sớm nhất xuất hiện tại các thành phố lớn như Sydney và Melbourne, như một phản ứng đối với giá trị đất đai tăng nhanh. Cả hai thành phố này đều có những tòa nhà chung cư còn tồn tại lâu đời nhất của Úc, bao gồm tòa nhà Kingsclere ở Potts Point và The Canterbury Flats ở St Kilda. Nhiều người cho rằng tòa nhà Melbourne Mansions trên đường Collins (hiện đã phá hủy), xây dựng vào năm 1906, dành cho cư dân giàu có, là tòa nhà chung cư sớm nhất. Hiện nay, những tòa nhà chung cư tự cung cấp lâu đời nhất còn sót lại ở khu vực St Kilda, bao gồm Fawkner Mansions (1910), Majestic Mansions (1912, hoạt động như nhà trọ) và The Canterbury (1914 - tòa nhà chứa căn hộ còn tồn tại lâu nhất). Tòa nhà Kingsclere, xây dựng vào năm 1912, được cho là tòa nhà chung cư sớm nhất ở Sydney và vẫn còn tồn tại.
Trong giai đoạn giữa hai cuộc chiến thế giới, các tòa nhà chung cư được xây dựng tiếp tục ở Melbourne, Sydney và Brisbane. Tuy nhiên, sau Thế chiến II, chúng bị coi là không phổ biến và chỉ dành cho người nghèo. Sydney và Gold Coast là các ngoại lệ, nơi việc xây dựng chung cư tiếp tục nhiều năm.
Ở các thành phố khác, chung cư chủ yếu là nhà ở công, đặc biệt ở Melbourne và Sydney. Trong những năm 1980, Brisbane và Perth thấy sự xuất hiện của các tòa nhà chung cư hiện đại ven sông.
Vào những năm 1990 ở Melbourne, xu hướng mới là xây dựng chung cư mà không cần tầm nhìn đẹp bắt đầu phổ biến. Việc tái sử dụng các kho và tòa nhà văn phòng cũ cũng trở nên thịnh hành, và xu hướng này sau đó mở rộng ra các thành phố khác như Brisbane và Sydney.
Mặc dù nhỏ hơn về quy mô, những thành phố khác như Canberra, Darwin, Townsville, Cairns, Newcastle, Wollongong, Adelaide và Geelong đã bắt đầu xây dựng các căn hộ từ những năm 2000.
Hiện nay, các tòa nhà dân cư như Eureka Tower và Q1 được xem là trong số những tòa cao nhất của đất nước.

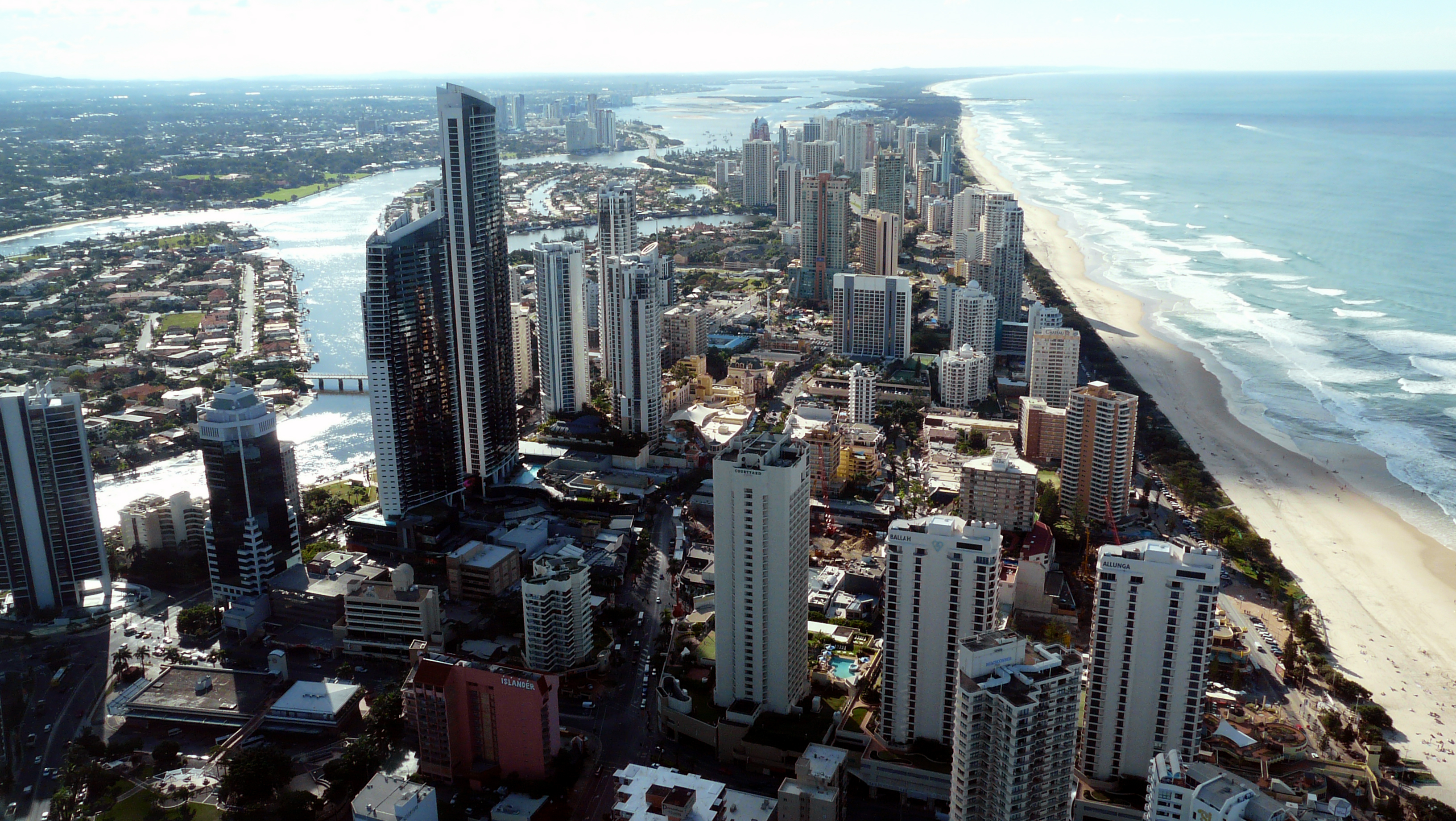
Bầu trời của Gold Coast ở Queensland đặc trưng bởi các căn hộ.
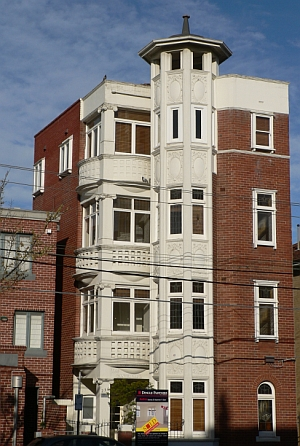
The Canterbury ở St Kilda, Victoria là một trong những tòa nhà căn hộ còn tồn tại sớm nhất tại Úc.
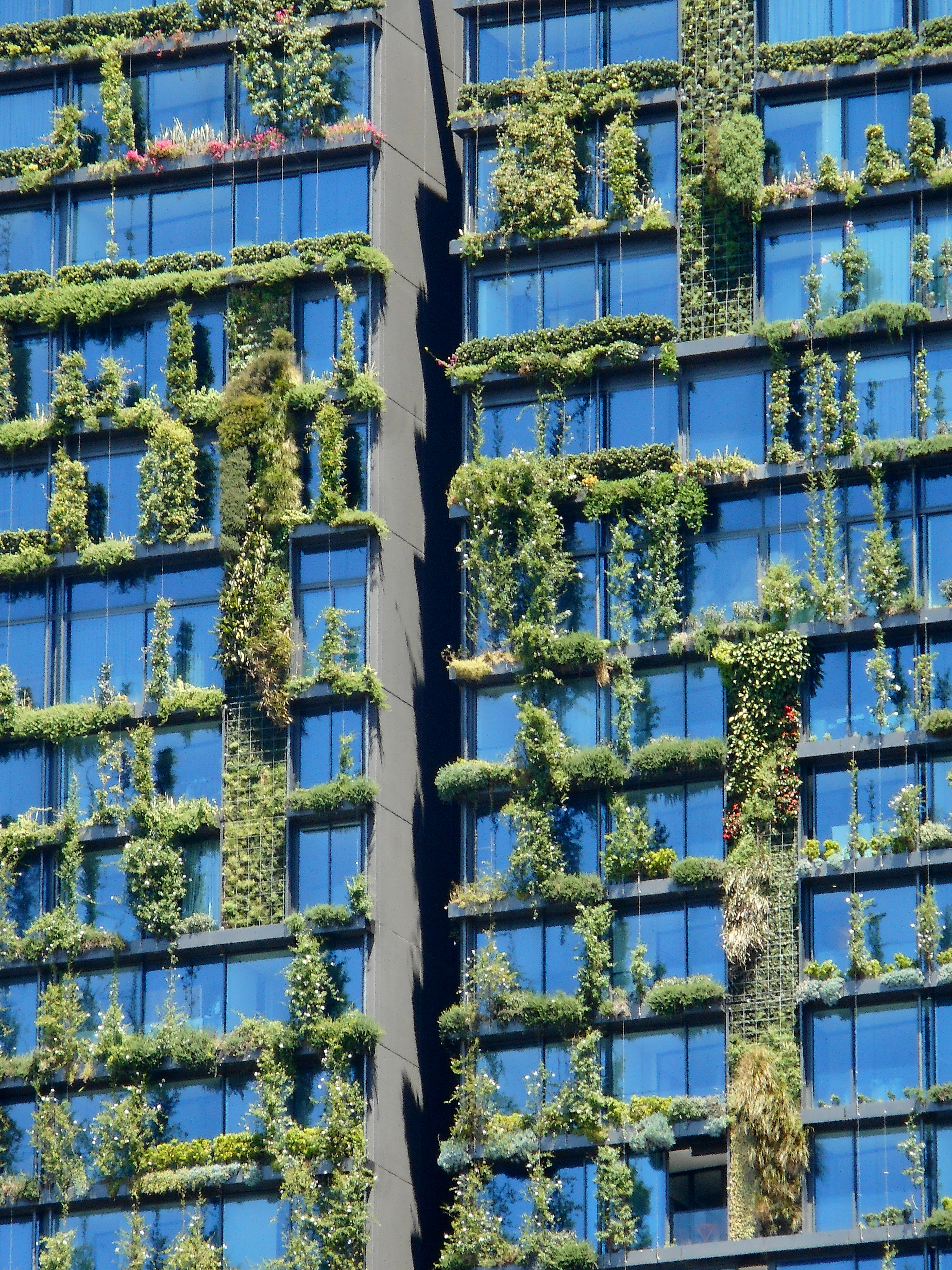
One Central Park, Sydney, với các khu vườn treo dọc và thiết kế xanh bền vững.

### Hàn Quốc
Đến năm 2019, hầu hết người dân Hàn Quốc sinh sống trong các căn hộ chung cư. Từ những năm 1980, số lượng cư dân chung cư đã tăng đột phá, và với việc gia tăng ổn định của số lượng căn hộ, chung cư đã trở thành biểu tượng cư trú mà hơn một nửa dân số Hàn Quốc đang ở.
Chúng là loại nhà phổ biến nhất ở các thành phố nhỏ và trung bình của Hàn Quốc, và thậm chí ngày nay, chúng cũng phổ biến ở các vùng nông thôn và vùng xa xôi. Nguyên nhân là do các công ty xây dựng nhỏ và trung bình có công nghệ, nhưng thiếu vốn để xây dựng các dự án lớn ở các thành phố lớn. Các căn hộ ở vị trí tốt thường có giá cao hơn, đặc biệt là các dự án do các công ty xây dựng lớn thực hiện, cùng với số lượng hộ gia đình lớn. Thậm chí, các căn hộ cùng loại trong cùng một dự án cũng không có giá giống nhau. Vấn đề như quyền hưởng ánh sáng và tầm nhìn khiến các căn hộ ở tầng thấp thường rẻ nhất, và giá càng tăng khi càng lên cao. Ngoài ra, giá cũng thay đổi dựa trên các điều kiện khác như hướng nhà, ví dụ như hướng nam, đông, tây và bắc. Các căn hộ ở tầng cao hướng về phía nam có giá đắt nhất. Mua bán và cho thuê căn hộ chung cư thực tế là tài sản lớn và ổn định nhất mà các gia đình tầng trung tại Hàn Quốc sở hữu, tượng trưng cho tình trạng xã hội của gia đình đó và quyết định sự hài lòng trong cuộc sống. Vì vậy, người dân Hàn Quốc phản ứng rất nhạy bén với giá căn hộ chung cư.

### Việt Nam

#### Bảo trì Chung Cư
Nguyên tắc bảo trì chung cư được quy định tại điều 32, Thông tư 02/2016/TT-CP như sau:
- Chủ sở hữu nhà chung cư có trách nhiệm bảo trì phần sở hữu riêng và đóng góp kinh phí bảo trì phần sở hữu chung của nhà chung cư để duy trì chất lượng của nhà ở và bảo đảm an toàn trong quá trình sử dụng.
- Việc bảo trì phần sở hữu riêng không được làm ảnh hưởng đến phần sở hữu riêng của các chủ sở hữu khác và các hệ thống công trình, thiết bị thuộc sở hữu chung, sử dụng chung của nhà chung cư.
- Việc bảo trì phần sở hữu chung của nhà chung cư có mục đích để ở và nhà chung cư có mục đích sử dụng hỗn hợp nhưng không phân chia riêng biệt được phần sở hữu chung của khu căn hộ và khu văn phòng, dịch vụ, thương mại được thực hiện theo kế hoạch bảo trì do hội nghị nhà chung cư thông qua và theo quy trình bảo trì tòa nhà, quy trình bảo trì thiết bị đã được lập theo quy định của Quy chế này.
- Việc bảo trì phần sở hữu chung của nhà chung cư có mục đích sử dụng hỗn hợp mà phân chia riêng biệt được phần sở hữu chung của khu căn hộ và khu văn phòng, dịch vụ, thương mại được thực hiện theo nguyên tắc sau đây:
  - Đối với phần sở hữu chung của khu căn hộ và phần sở hữu chung của cả tòa nhà thì các chủ sở hữu thực hiện bảo trì theo kế hoạch đã được hội nghị nhà chung cư thông qua và quy trình bảo trì đã được lập, trừ trường hợp có hư hỏng đột xuất do thiên tai, hỏa hoạn gây ra;
  - Đối với phần sở hữu chung của khu văn phòng, dịch vụ, thương mại thì chủ sở hữu khu chức năng này thực hiện bảo trì theo quy trình bảo trì tòa nhà và quy trình bảo trì hệ thống thiết bị đã được lập theo quy định.
- Việc bảo trì phần sở hữu chung của cụm nhà chung cư do các chủ sở hữu, người sử dụng cụm nhà chung cư thực hiện.
- Chủ sở hữu, Ban quản trị nhà chung cư chỉ được thuê cá nhân, đơn vị có đủ điều kiện, năng lực tương ứng với công việc cần bảo trì theo quy định để thực hiện bảo trì.

#### Thuê chung cư
Thuê căn hộ chung cư hiện nay đang hết sức phổ biến, giá thuê tùy thuộc vào dự án cũng như thị trường chung của Bất động sản đồng thời là tác động lớn đến từ nền kinh tế. Đi thuê chung cư là giải pháp mà nhiều người chưa đủ khả năng sở hữu căn hộ đang lựa chọn.
Để tránh bị lừa đảo, người đi thuê căn hộ trước khi đặt cọc nên kiểm tra rõ số điện thoại người cho thuê trên các  công cụ tìm kiếm, đặc biệt hỏi thăm những người hàng xóm lân cận căn hộ để biết chắc căn hộ chính chủ. Ngoài ra bạn có thể đề nghị xem CMND/Căn cước để xác định đúng chủ cho thuê và cảnh giác lừa đảo, đọc kỹ hợp đồng đặt cọc cũng như hợp đồng cho thuê.